# Lanciers polonais de la Garde impériale
Vous lisez un « article de qualité » labellisé en 2014.  Il fait partie d'un « bon thème ».
Pour un article plus général, voir Cavalerie de la Garde impériale (Premier Empire).
Le 1er régiment de chevau-légers lanciers polonais (polonais : 1 Pułk Szwoleżerów-Lansjerów Gwardii Cesarskiej) est une unité de cavalerie légère de la Garde impériale, créée par Napoléon Ier et en service dans la Grande Armée de 1807 à 1815. Avec un effectif théorique de 1 000 cavaliers et 32 hommes d'état-major, c'est le quatrième régiment de cavalerie intégré à la Garde.
Recrutés au sein de la noblesse polonaise, les chevau-légers effectuent leurs premières armes pendant la guerre d'Espagne, particulièrement au col de Somosierra où un seul de leurs escadrons s'empare successivement de quatre batteries adverses bien retranchées et gardées par plusieurs milliers d'Espagnols. Après cet exploit, les Polonais intègrent la Vieille Garde. En 1809, ils sont les premiers cavaliers de la Garde impériale à être dotés de la lance, et deviennent alors les « lanciers polonais ».
Sous les ordres de son colonel Wincenty Krasiński, le régiment participe à la campagne de Russie, où les lanciers sont particulièrement redoutés par les cosaques qu'ils affrontent notamment à Gorodnia en dégageant Napoléon et son état-major d'une attaque. Quelques centaines de lanciers seulement survivent à la retraite et le régiment est réorganisé pour prendre part aux campagnes d'Allemagne et de France où ils sont regroupés en brigade avec les lanciers rouges de la Garde impériale. Durant cette période, le 1er lanciers se signale à Reichenbach, Dresde, Peterswalde où les chevau-légers dispersent un régiment de hussards prussiens, et en de multiples affrontements sur le sol français. Après l'abdication de l'Empereur, la quasi-totalité du corps regagne la Pologne à l'exception d'un escadron sous le commandement de Jerzmanowski qui accompagne Napoléon sur l'île d'Elbe et charge aux côtés des lanciers rouges à Waterloo. Cet escadron, dernière formation étrangère à combattre au sein de la Garde impériale, est définitivement dissous le 1er octobre 1815.
Considérés comme l'un des meilleurs régiments de cavalerie légère de leur temps, les lanciers polonais de la Garde sont fidèles à l'Empereur pendant toute la durée de l'épopée napoléonienne. Leur charge à Somosierra, regardée comme l'un des plus grands faits d'armes de l'histoire de la cavalerie, a suscité d'importantes controverses tout en prenant place dans l'imaginaire des peintres et des écrivains.

## Organisation

### La garde d'honneur polonaise

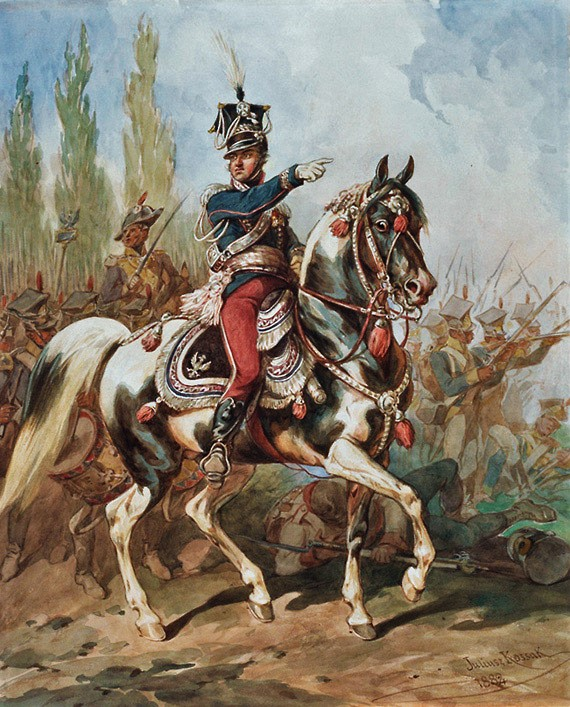
Le général Jan Henryk Dąbrowski, par Juliusz Kossak. Principal commandant des légions polonaises dont il a été l'organisateur, il appuie la nomination de Krasiński comme colonel des chevau-légers polonais de la Garde.

Bien que la formation d'un régiment polonais au sein de la Garde impériale n'ait pu être concrétisée qu'en 1807, l'idée d'un tel projet naît en 1804 lorsque Wincenty Krasiński, de passage à Paris, cherche à entrer en contact avec Napoléon. À cette époque, la Pologne, sous domination étrangère, aspire à redevenir une nation indépendante. Beaucoup de Polonais s'exilent et s'engagent alors en masse dans les armées révolutionnaires françaises ; parmi eux, Jean-Henri Dombrowski, l'organisateur des légions polonaises.
Il faut cependant attendre l'année 1806 pour que la Pologne voie ses espoirs de renaissance exaucés. Après avoir écrasé la Prusse à Iéna et Auerstaedt, Napoléon Ier s'empare de Berlin puis se porte contre l'armée russe du général Bennigsen, commençant ainsi la campagne de Pologne. Le 19 décembre 1806, Napoléon entre à Varsovie, acclamé par la population. Comme il est de coutume quand un souverain effectue son entrée solennelle dans une ville, une garde d'honneur s'est formée pour lui servir d'escorte. Créée à l'initiative du comte Ogiński, c'est une troupe à l'allure fringante, commandée par le colonel Wincenty Krasiński et composée d'aristocrates issus des grandes familles polonaises.
Napoléon, séduit par leur attitude, met sur pied l'organisation d'un corps de chevau-légers polonais « qui, par leur éducation, offrent une garantie suffisante de moralité. ». L'effectif initial est arrêté à 480 hommes, toujours commandés par Krasiński. Une partie du corps quitte Varsovie pour accompagner l'Empereur en campagne, et est présente à la bataille d'Eylau, le 8 février 1807, où Krasiński est contusionné. Si Jean Tranié indique que les Polonais y reçoivent leur baptême du feu, l'historien Marian Brandys indique toutefois que les gardes d'honneur se sont déjà illustrés auparavant à Pultusk et Golymin, en décembre 1806. De retour des batailles, Napoléon fait part à son ministre Talleyrand de son désir de recruter des Polonais semblables à ceux composant sa garde d'honneur afin d'organiser un régiment de chevau-légers intégré à sa Garde impériale.
Les sources divergent quant au motif de cette décision. Pour Brandys, il est difficile de savoir si l'Empereur, par ce moyen, a cherché à contrôler l'aristocratie du pays — à la loyauté incertaine — ou à récompenser la contribution polonaise à ses victoires. Pour le commandant Eugène Louis Bucquoy, le geste est plus symbolique : « ne faut-il pas plutôt penser que l'Empereur songeant à la création du Grand-Duché de Varsovie, pourvu d'une armée de 40 000 hommes, ait voulu avoir auprès de sa personne un Corps représentant cette armée dans la Garde. ». Selon Guy Dempsey, la création de l'unité répond moins à un but militaire qu'à une volonté de Napoléon d'associer à son régime les grandes familles européennes, la noblesse polonaise composant la totalité du régiment.

### Création du régiment et évolution

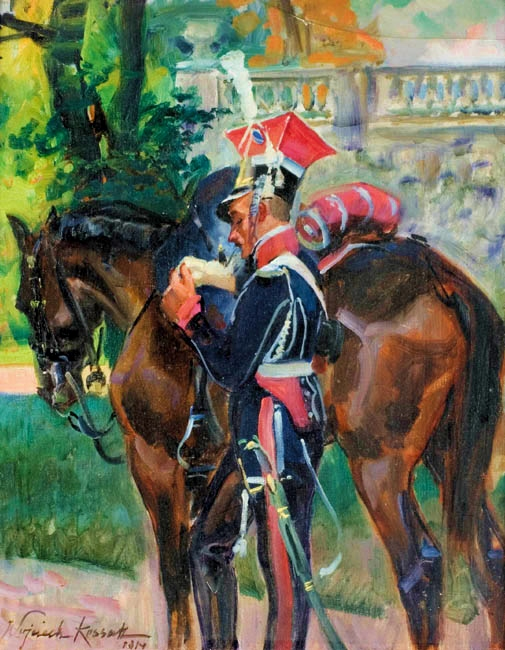
Un chevau-léger polonais de la Garde fumant sa pipe aux côtés de son cheval. Uhlan avec son cheval par Wojciech Kossak, 1917.

Le 6 avril 1807, depuis le château de Finckenstein, Napoléon publie le décret donnant naissance au régiment des chevau-légers polonais de la Garde impériale. Sur les recommandations du général Dombrowski, c'est Wincenty Krasiński, ancien commandant de la garde d'honneur polonaise, qui en devient le colonel. Le recrutement s'effectue chez les hommes âgés de 18 à 40 ans appartenant à des familles dites « propriétaires », mais qui, en réalité, sont presque tous issus de la noblesse. L'historien Oleg Sokolov qualifie ainsi le régiment de « réunion brillante de la noblesse polonaise ». Les chevau-légers polonais sont traités à égalité vis-à-vis de leurs camarades français et perçoivent la solde française. L'équipement doit théoriquement être fourni par le soldat lui-même, mais le Trésor propose néanmoins une avance remboursable à l'ordre de 25 centimes prélevés sur la solde journalière. L'inexpérience des nouveaux venus amène l'Empereur à doter le corps d'un fort encadrement français, qu'il tire de sa propre Garde impériale. C'est le cas pour les capitaines instructeurs et pour les chirurgiens-majors, mais également pour les deux colonels en second : Antoine Charles Bernard Delaitre est un ancien des mamelouks ; quant à Pierre Dautancourt, issu de la gendarmerie d'élite, ses talents d'organisateur lui valent rapidement l'estime de ses hommes qui lui donnent le surnom de « Papa ».
L'effectif théorique du régiment est arrêté à 1 000 officiers, sous-officiers et hommes du rang, plus 32 hommes d'état-major. Les quatre escadrons sont commandés respectivement par Łubieński, Kozietulski, Stokowski et Kamieński. Chaque escadron est divisé en deux compagnies de 125 hommes chacune, dirigée par un capitaine. Dans la pratique, toutefois, l'effectif total ne dépasse pas 968 hommes. Parmi eux se trouvent quelques juifs et même des musulmans. Le corps est organisé à Varsovie dans le quartier Mirowski. Le 17 juin, un premier détachement de 125 chevau-légers commandé par le chef d'escadron Łubieński gagne Königsberg et est acclamé par la foule. Sitôt formés, les éléments appartenant au régiment sont dirigés sur Paris au mois d'octobre. Les Polonais reçoivent comme dépôt général le château de Chantilly, dont les Grandes Écuries sont réquisitionnées pour leur casernement. Alors que le gros du régiment fait route vers l'Espagne, une partie des chevau-légers reste en France pour fournir l'escadron de service chargé de l'escorte de Napoléon à la suite des grenadiers à cheval, des chasseurs à cheval et des dragons.
En 1812, un cinquième escadron est ajouté, portant à dix le nombre de compagnies, puis, en mars 1813, un sixième. Les trois premiers escadrons sont considérés comme appartenant à la Vieille Garde, les trois derniers, à la Jeune Garde. En juillet 1813, l'intégration de l'ancien 3e régiment pousse les effectifs des lanciers polonais à sept escadrons, auxquels s'ajoute la compagnie des Tartares lituaniens. Désormais, si les trois premiers escadrons restent de Vieille Garde, les trois suivants, ainsi que les Tartares, sont de Moyenne Garde et le septième et dernier escadron de Jeune Garde. En août, le régiment est scindé en deux, les trois premiers escadrons d'une part et les quatre derniers d'autre part. Cette scission ne dure pas : en décembre 1813, le régiment, réduit à quatre escadrons, est réunifié.

## Campagnes militaires

### Espagne (1808-1809)

#### De Madrid à Burgos

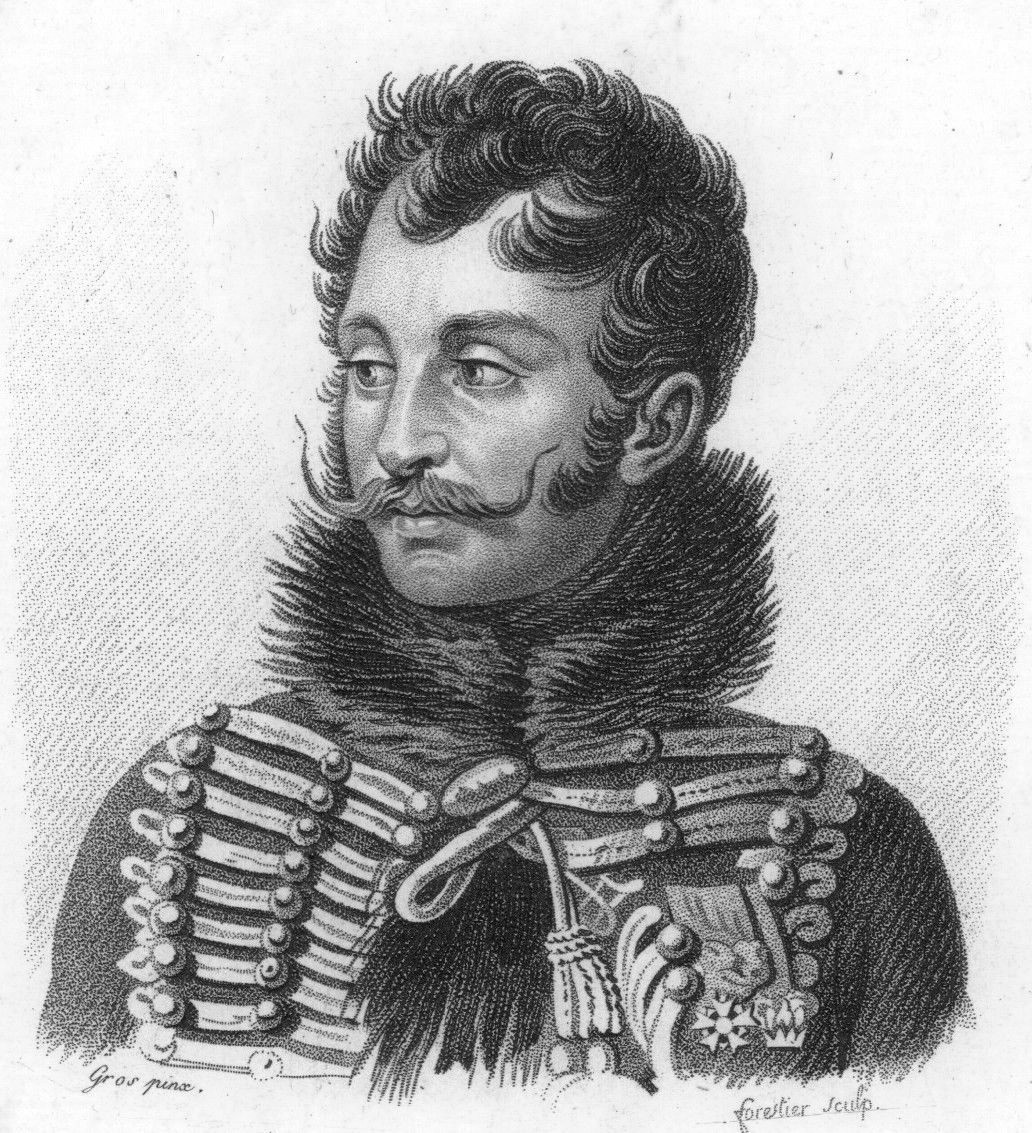
Le général Antoine Charles Louis de Lasalle initie le régiment des chevau-légers polonais au service des avant-postes.

Au fur et à mesure de leur organisation, les détachements polonais se dirigent sur Chantilly puis vers l'Espagne pour renforcer les troupes d'occupation françaises. Lors du soulèvement du Dos de Mayo à Madrid, le 2 mai 1808, un détachement de chevau-légers est présent et Krasiński est blessé durant les combats de rues. L'insurrection espagnole devient générale et reçoit l'appui de l'armée régulière. Face aux généraux Blake et la Cuesta, le maréchal Bessières rassemble les divisions Lasalle, Merle et Mouton ainsi que les éléments de la Garde impériale prélevés sur la garnison de Burgos, parmi lesquels 91 chevau-légers polonais. La bataille de Medina de Rioseco se déroule le 14 juillet 1808. Alors qu'une compagnie de voltigeurs est malmenée en avant du dispositif français, le général Lasalle prend sur lui d'intervenir avec la cavalerie de la Garde — dragons, gendarmes d'élite et chevau-légers polonais — pour rétablir la situation. Sous la charge, les gardes du corps et les carabiniers royaux sont taillés en pièces et Malibran note que « l'escadron du capitaine Radziminski culbuta à lui seul le régiment entier des dragons espagnols de La Reyna ». Chez les Polonais, le chef d'escadron Pac est blessé tandis que le lieutenant Szeptycki a deux chevaux tués sous lui.
Fin juillet, les deux derniers escadrons de chevau-légers arrivent dans la péninsule et se regroupent avec leurs camarades les ayant précédés. Pour compléter leur instruction, les chevau-légers polonais sont intégrés à la division de cavalerie du général Lasalle, brillant commandant de cavalerie légère avec lequel ils s'initient au service des avant-postes. La capitulation du général Dupont à Bailén annule les effets de la victoire de Medina de Rioseco ; Madrid est évacué et les troupes impériales se replient derrière l'Èbre. En novembre 1808, Napoléon Ier arrive en Espagne à la tête de la Grande Armée pour redresser la situation. Les chevau-légers de Krasiński sont sur le terrain et s'emparent par la ruse de la ville de Medina, en Navarre, qui prête serment de fidélité au roi Joseph. Entre-temps, Napoléon ordonne à Soult de culbuter l'armée espagnole du général Belveder et d'occuper Burgos. La bataille qui se déroule le 10 novembre s'achève par une nette victoire française. Lasalle poursuit les fuyards et ses Polonais mettent la main sur une pièce d'artillerie ainsi que sur d'importantes caisses d'argent.

#### La charge de Somosierra
Rassuré par les succès de Burgos et d'Espinosa, Napoléon se dirige vers Madrid. La route menant à la capitale passe cependant par l'étroit défilé de Somosierra, gardé par le corps espagnol du général Benito de San Juan. Le passage est barré par quatre batteries d'artillerie placées le long de la passe. Au matin, le 3e escadron polonais commandé en intérim par Kozietulski prend son service auprès de l'Empereur. L'infanterie de Victor progresse à grand-peine ; Napoléon s'impatiente, et en dépit des remarques du colonel Piré qui juge la charge « impossible », il se tourne vers Kozietulski et lui dit : « enlevez-moi ça au galop. ».

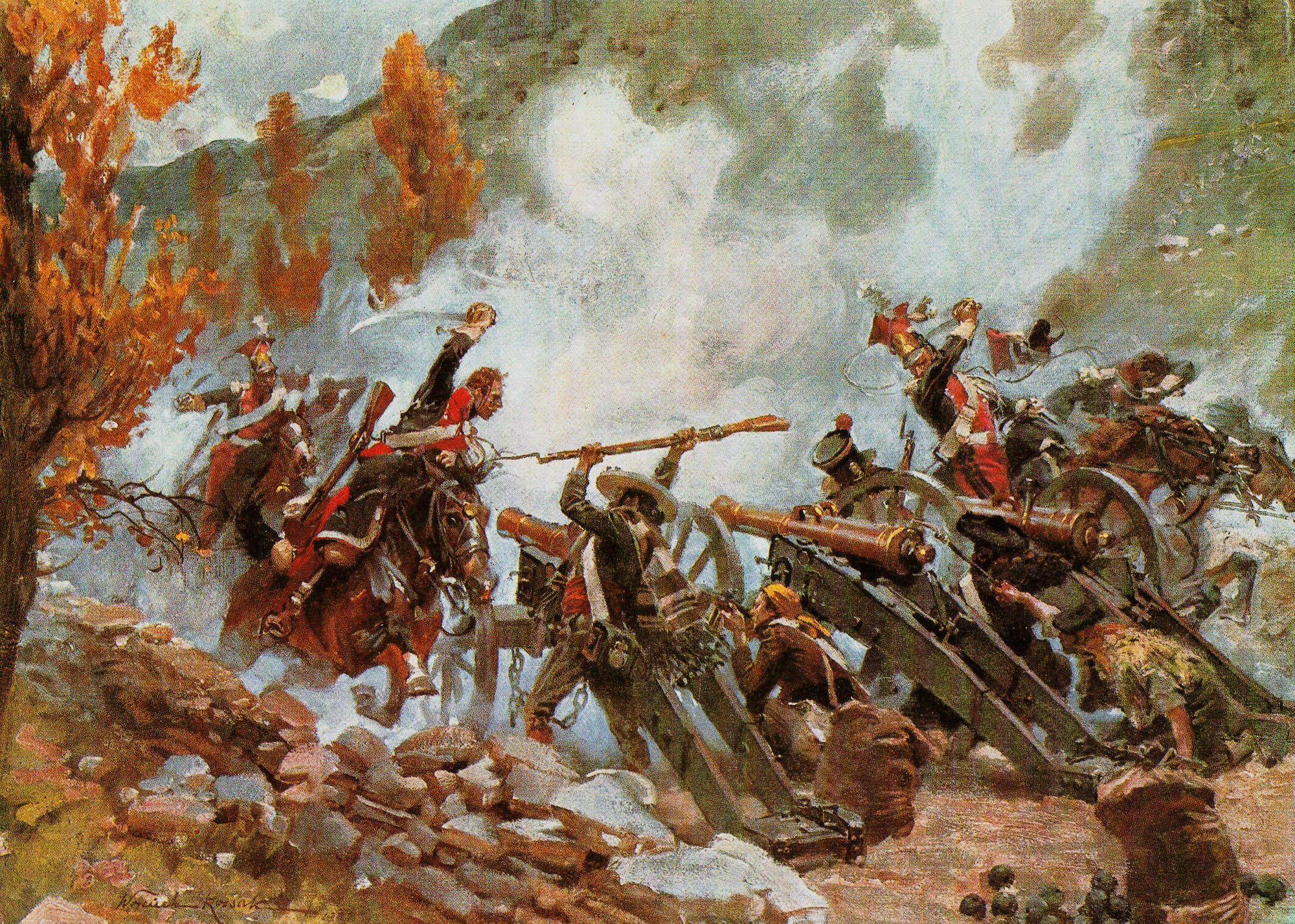
Les chevau-légers polonais attaquent une batterie espagnole à Somosierra, le 30 novembre 1808. Peinture de Wojciech Kossak, 1907.

Le 3e escadron, fort de deux compagnies, aligne à ce moment 150 hommes environ. La route qu'il doit emprunter, longue de 2,5 km avec 300 m de dénivelé, est bordée de chaque côté de murs en pierre et de rangées de peupliers, ce qui rend toute attaque extrêmement difficile. L'escadron se range en colonne par quatre, « le maximum de ce que la largeur du sentier peut permettre ». Kozietulski l'enlève et entame la charge. Dès les premières salves, le lieutenant Rudowski s'effondre, touché à mort, tandis que ses camarades abordent la première batterie, sabrent les servants et poursuivent l'attaque. Le chef d'escadron Kozietulski a alors son cheval tué sous lui, le lieutenant Krzyzanowski est tué ainsi que nombre de chevau-légers. Le commandement retombe sur le capitaine Dziewanowski qui prend successivement la deuxième puis la troisième batterie, avant d'être atteint à son tour. Malgré des pertes sévères, les restes de l'escadron emmenés par le lieutenant Niegolewski, dernier officier valide, se jettent sur la dernière batterie dont ils s'emparent, mais, trop peu nombreux, ils sont refoulés. Niegolewski gît, frappé à onze reprises. C'est à ce moment qu'arrivent les chasseurs à cheval de la Garde, puis les 1er, 2e et 4e escadrons polonais accompagnés par l'infanterie française. Moins de dix minutes après le début de la charge, l'armée espagnole abandonne le col.
Lors de cette attaque, le 3e escadron a subi de lourdes pertes. Les relations de Niegolewski et de Dautancourt font état de sept officiers et cinquante sous-officiers et soldats hors de combat,. Parmi eux, outre trois lieutenants tués, figure le capitaine Dziewanowski qui succombe peu après à ses blessures. Kozietulski, Niegolewski et le capitaine Krasiński sont blessés. Cependant, dans son bulletin du 2 décembre, Napoléon ne mentionne que 8 tués et 16 blessés. Il atténue par ailleurs l'ampleur du succès polonais en attribuant au général Louis Pierre de Montbrun le commandement de la charge, ce qui constitue pour les chevau-légers une singulière déception. Le lendemain de la bataille, à Buitrago, l'Empereur remet seize croix de la Légion d'honneur au régiment et le salue en ces termes : « vous êtes dignes de ma Vieille Garde. Honneur aux braves des braves ! ». La charge de Somosierra est considérée comme l'action la plus efficace de la cavalerie polonaise au temps des guerres napoléoniennes, et comme la moins coûteuse victoire de l'Empereur. Jean Tranié écrit : « il faut dire que ce fait d'armes est l'un des plus étonnants et des plus audacieux dont la cavalerie ait fourni l'exemple ».
Les cavaliers polonais participent encore, aux côtés des chasseurs à cheval de la Garde de Lefebvre-Desnouettes, à la poursuite des troupes anglaises du général Moore, sans toutefois prendre part au combat de Benavente qui voit la défaite des chasseurs contre la cavalerie de Lord Paget. Un escadron sous le commandement de Łubieński accompagne Napoléon à son retour en France, suivi de près par le reste du régiment.

### Campagne d'Autriche et adoption de la lance
Les chevau-légers font leur entrée à Paris le 20 mars 1809 et prennent leurs quartiers à l'École militaire. La campagne d'Autriche commence le mois suivant, et c'est détachement par détachement que le régiment prend la route de l'Allemagne. Lors de la bataille d'Essling, le 21 mai, il est sur place au sein de la division de cavalerie du général Walther. Sur la rive gauche où ont lieu des combats acharnés, les chevau-légers enregistrent la mort du capitaine Kozycki et de six cavaliers, ainsi que 31 blessés dont le lieutenant Olczewski. Au soir du 21 mai, les pertes sont lourdes et les Français n'ont pas pu emporter la décision. En vue d'une seconde bataille, décisive cette fois-ci, Napoléon réorganise ses troupes et fait venir des renforts. Le 4 juillet, le régiment des chevau-légers enfin arrivé au complet aligne 58 officiers et 1 076 hommes.

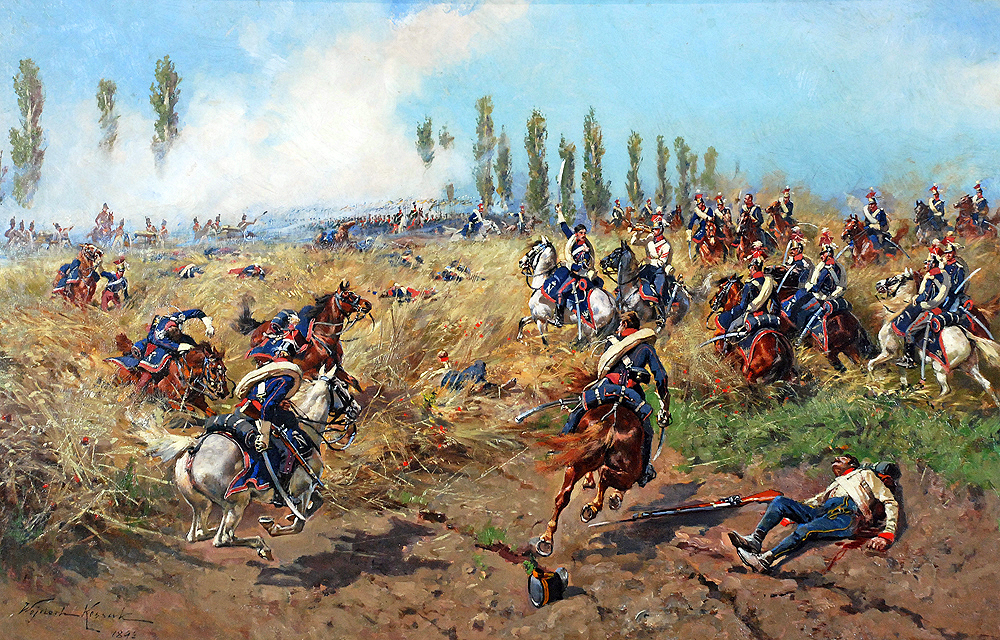
Les chevau-légers polonais de la Garde à Wagram, le 6 juillet 1809. Peinture de Wojciech Kossak, 1893.

Le lendemain débute la bataille de Wagram, opposant Napoléon à l'archiduc Charles. Les affrontements s'étendent jusqu'au 6 juillet et engendrent de fortes pertes des deux côtés. L'Empereur, pour emporter la décision, fait porter au général Macdonald l'ordre de prendre la tête d'une puissante colonne d'infanterie et de bousculer le centre autrichien. Les Français entament leur progression, mais le feu nourri de l'ennemi et les charges de la cavalerie autrichienne causent d'importants dommages. Macdonald demande alors l'appui des chevau-légers de Krasiński. Les escadrons du régiment prennent le galop et tombent sur les uhlans de Schwarzenberg, composés majoritairement de Polonais de Galicie. Un combat de cavalerie s'engage et voit les protagonistes s'injurier dans leur langue natale. Les uhlans sont sabrés et mis en déroute, tandis que les chasseurs à cheval de la Garde arrivent à temps pour soutenir leurs camarades face aux dragons autrichiens. 150 prisonniers et deux canons sont pris par les chevau-légers polonais dont les pertes sont sévères. Le bilan est en effet encore plus lourd qu'à Somosierra : 26 tués et 80 blessés environ.
C'est après cette bataille que le colonel Krasiński demande que son régiment soit doté de la lance. En Pologne, cette arme très populaire, héritée de la kopia des hussards ailés, est utilisée depuis des siècles par l'armée polonaise. Au château de Schönbrunn, lors d'une démonstration, le maréchal des logis Roman armé d'une lance met deux dragons de la Garde impériale à bas de leur cheval mais Charles-Henry Tranié met en doute la véracité de cet épisode, indiquant que « la scène de la démonstration de la lance devant l'Empereur à Schönbrunn est une belle histoire pittoresque à mettre très probablement au compte des peintres de l'époque qui se devaient d'illustrer avec romantisme l'épopée napoléonienne ». Pour l'historien Ronald Pawly, il n'est pas improbable que cette scène ait réellement eu lieu même si l'intention de Napoléon d'équiper le régiment avec des lances est antérieure puisque attestée dans une lettre du 27 février 1809. Ce n'est cependant qu'après Wagram que les nouvelles armes sont officiellement distribuées aux chevau-légers, qui deviennent alors les « lanciers polonais ».

### Retour en Espagne et années de paix (1810-1811)
« Avec le retour de la paix sur le continent […] les lanciers polonais de la Garde vont participer aux splendides festivités de l'Empire triomphant. »

— Ronald Pawly, Napoleon's Polish Lancers of the Imperial Guard, Osprey Publishing, 2007, p. 24.

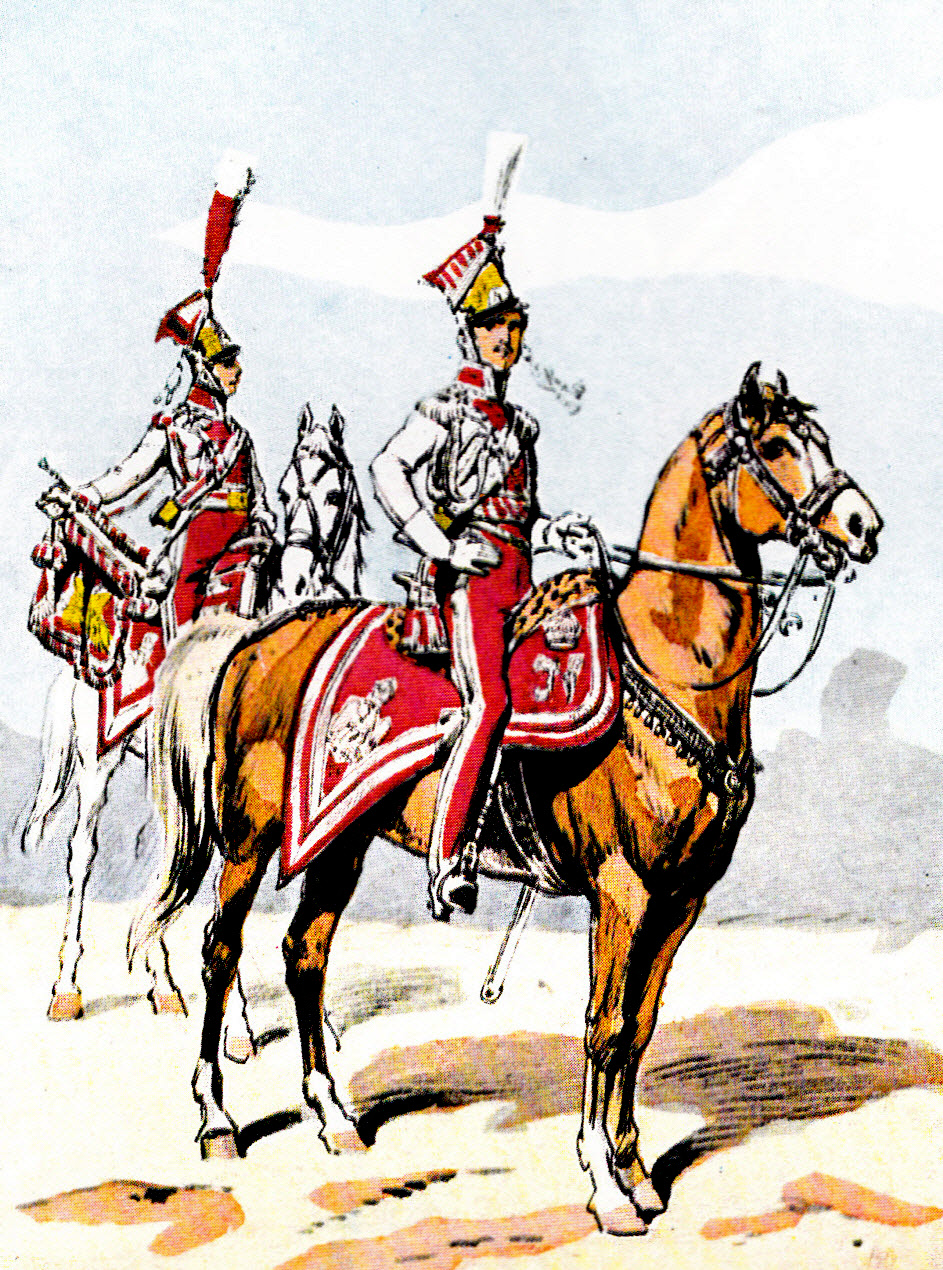
Officier supérieur en grande tenue spéciale et trompette en grande tenue, par Bronisław Gembarzewski.

Après Wagram, le régiment qui a pris ses quartiers à Schönbrunn fournit quotidiennement un escadron de service pour l'escorte de l'Empereur. Il regagne la France à la signature de la paix, le 14 octobre 1809, et assiste à la grande parade du 2 décembre donnée sur la place du Carrousel pour l'anniversaire du couronnement. Au début de l'année 1810, deux escadrons de chevau-légers sous les ordres des capitaines Szeptycki et Trczynski sont renvoyés en Espagne où ils sont placés sous le commandement de Delaitre. Ces troupes quittent Paris le 16 décembre 1809 et font leur entrée dans la péninsule Ibérique après être passées par Bayonne. Un premier escadron est affecté à la 1re division de la Garde sous Roguet, le second fait partie de la 2e commandée par le général Dumoustier. Les Polonais doivent mener une lutte incessante contre la guérilla et participent également aux sièges de Ciudad Rodrigo et d'Almeida en 1810. Le 20 juin de la même année, trente lanciers polonais conduits par le lieutenant Jaraczewski dégagent un détachement aux prises avec les Espagnols.
Ceux restés à Paris participent à des escortes et à des cérémonies, notamment lors du mariage de Napoléon et Marie-Louise d'Autriche (1er avril 1810) ainsi que lors de la naissance de l'« Aiglon » (20 mars 1811). Environ 400 lanciers accompagnent l'Empereur et sa femme lors de leur voyage de noces en Belgique, et Napoléon durant sa visite des provinces maritimes. Kozietulski reçoit la croix d'officier de la Légion d'honneur ainsi que le titre de baron. Quant au colonel Krasiński, il est fait général de brigade et comte d'Opinagora. Beaucoup d'officiers et d'hommes du rang obtiennent des promotions et des récompenses pour leur bravoure au combat.
Les lanciers passent également du temps à s'entraîner, car ils sont assez peu expérimentés. Dans ce but, l'Empereur organise fréquemment des parades et des défilés aux Tuileries afin de s'assurer de leurs progrès et de l'entretien des uniformes ainsi que des chevaux. En 1810, après l'annexion de la Hollande par l'Empire, un deuxième régiment de chevau-légers lanciers est formé avec des soldats de la Garde du roi Louis, et les lanciers polonais constituent dès lors le 1er régiment. En avril 1811, date de la création du 2e régiment de lanciers de la Vistule, un certain nombre d'officiers polonais sont affectés à ce nouveau corps, comme Łubieński qui en devient le colonel. En mars 1812, les effectifs de l'unité sont augmentés avec la création d'un cinquième escadron confié à Paweł Jerzmanowski,. Ce dernier ramène en France les deux escadrons qui combattent encore en Espagne, et dont l'effectif ne s'élève plus qu'à 315 hommes.

### Reprise de la guerre: campagne de Russie
« Le 1er est toujours le régiment hardi, capricieux, primesautier et bavard ; fougueux par tempérament, les Polonais cabriolent pendant les charges et attaquent à fond, mais au cantonnement, ils mènent la vie de grands seigneurs ; les cuisiniers font rôtir dehors des porcs entiers et des moitiés de bœufs ; les cantinières puisent dans des monceaux de café et de sucre et préparent jour et nuit du café, que dégustent les amateurs de tous grades. Assis dans des fauteuils de brocart d'or ou sur les planches grossières selon la chance, tout en fumant de longues pipes, ils bavardent une partie des nuits et envoient les Moscovites à tous les diables. »

— Propos du commandant Henry Lachouque sur le 1er régiment de lanciers polonais de la Garde pendant la campagne de Russie.

#### La marche vers Moscou

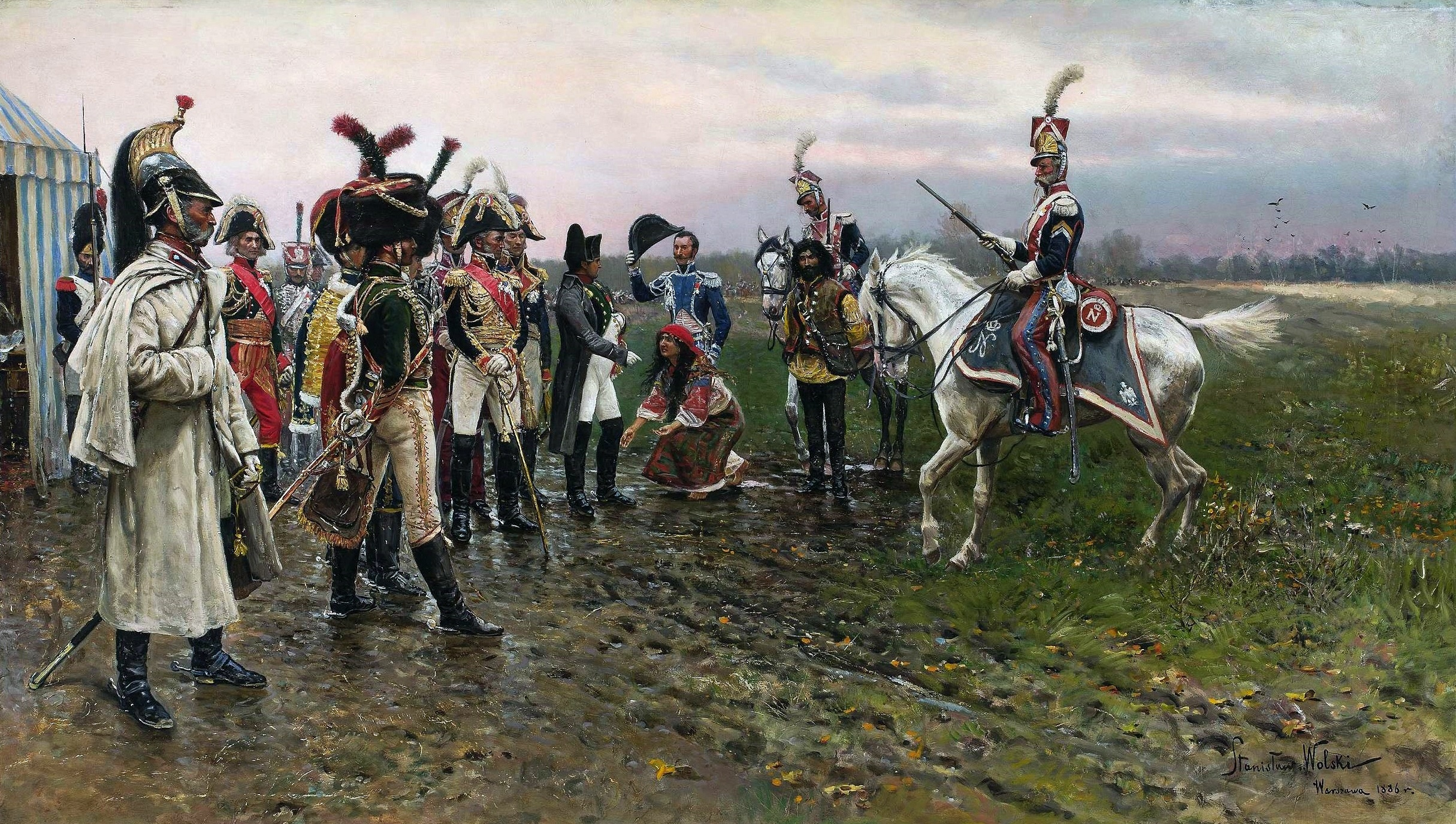
Une patrouille des lanciers polonais de la Garde ramène à l'Empereur un couple de Tziganes. Huile sur toile de Stanisław Wolski, 1886.

En 1812, la guerre se rallume entre Napoléon et le tsar Alexandre Ier de Russie. Au mois de février, le régiment reçoit l'ordre de partir pour l'Allemagne vers une destination inconnue. Il fait halte à Toruń le 11 mars puis, renforcé en cours de route par le 5e escadron constitué à Poznań, franchit la frontière est du duché de Varsovie le 21 juin. Le 23, la Grande Armée, qui s'est rassemblée sur les rives du Niémen, traverse le fleuve : c'est le début de la campagne de Russie. Le lendemain, les lanciers polonais franchissent la Wilia et suivent la progression des troupes en direction de Vilna. L'armée russe s'empresse d'évacuer la ville que les Français occupent dans la foulée. Napoléon en repart le 16 juillet dans l'espoir d'accrocher ses adversaires et les forcer à livrer bataille. Les lanciers polonais de la Garde, dont la connaissance de la langue russe est précieuse, sont fréquemment utilisés en reconnaissance. Dans le même temps, le régiment fournit des interprètes auprès des maréchaux et des généraux de l'Empire ainsi que de nombreux courriers. Le 27 juillet, devant Vitebsk, les quelques détachements de cavalerie russe encore présents dans la ville sont bousculés par les lanciers polonais de Jerzmanowski et perdent une vingtaine d'hommes. Le régiment installe ensuite son bivouac à proximité et reste sur place jusqu'au 13 août.
Le 14, les Polonais font brigade avec les lanciers rouges de la Garde impériale commandés par le général Colbert-Chabanais. Le corps entre à Krasnoï le 15 — la Saint-Napoléon y est fêtée — mais ne s'attarde pas et remonte le cours du Dniepr pour s'assurer des différents points de passage. En chemin, les deux régiments de lanciers de la Garde tombent sur l'arrière-garde russe près du village de Katan. Le 1er régiment conduit par Krasiński et Dautancourt repousse la cavalerie russe mais est stoppé dans son élan par le feu des canons et de l'infanterie postée sur l'autre rive du fleuve. Les lanciers rouges viennent bientôt soutenir leurs camarades, suivis par le général Montbrun, mais les Russes profitent de l'intervalle pour se retirer en bon ordre sous la protection de leur artillerie. La Grande Armée se présente le lendemain sous les murs de Smolensk et enlève la place après un combat acharné. Au cours de l'engagement, un escadron des lanciers polonais commandé par Chłapowski disperse un parti de cosaques. Napoléon décide à ce moment de continuer jusqu'à Moscou, malgré les réticences de son état-major. Cette décision est toutefois accueillie avec enthousiasme chez les chevau-légers polonais : Tranié note que « leur confiance dans le génie militaire de l'Empereur est telle qu'ils n'imaginent pas un instant que la victoire puisse quitter leur camp ».
La marche se poursuit pour le régiment. Lorsqu'il entre dans Viazma à la fin du mois d'août, son effectif est de 955 hommes, dont 455 avec l'Empereur et 125 avec Murat. Le reste est disséminé dans les dépôts ou détaché en mission. Après avoir assisté à la prise de la redoute de Chevardino, le 5 septembre, les Polonais se trouvent à la bataille de la Moskova deux jours plus tard. Toutefois, la brigade Colbert n'est pas engagée et les lanciers observent le déroulement des événements en spectateurs. Dès le lendemain, ils reprennent la marche vers Moscou et sont rattrapés en chemin par un détachement polonais du 7e chevau-légers lanciers, qui vient se placer à la suite du régiment. Le voyage s'effectue sans heurts jusque dans la région de Borovsk, où la menace des cosaques se fait plus pressante : le 15 septembre, une troupe de 70 lanciers rouges envoyée en reconnaissance tombe dans une embuscade, mais l'intervention d'un escadron des lanciers polonais de la Garde redresse la situation. Une douzaine d'hommes sont perdus, toutefois les cosaques ne se manifestent plus avant l'arrivée du régiment à Moscou le 19 septembre. « Nous découvrîmes bientôt cette capitale que d'immenses colonnes de feu et des tourbillons de flammes et de fumées dérobaient en partie à notre regard » écrit un chevau-léger, témoin de l'incendie déclenché par les Russes lors de l'évacuation de la ville. Alors que Napoléon doit quitter le Kremlin, six lanciers de l'escadron de service polonais le couvrent de leurs manteaux afin de le protéger contre les débris incandescents rejetés par l'incendie. En dehors de la ville, le reste du corps s'installe aux alentours du bourg de Troitzkoe et organise la vie de bivouac : entretien des chevaux, ravitaillement et réparation du matériel.
Le 21 septembre 1812, sur ordre de l'Empereur, la brigade des lanciers de la Garde doit quitter Moscou pour rejoindre les forces du maréchal Murat lancées à la poursuite des Russes. Après quatre jours de marche, la brigade s'approche du village de Bouïkhovo lorsqu'un escadron des lanciers rouges, placé en avant-garde avec le capitaine Calkoen, est enveloppé et malmené par une attaque soudaine des cosaques. Seule la contenance d'un escadron du 1er régiment commandé par le capitaine Brocki permet aux Hollandais de se rallier et de fournir de nouvelles charges qui obligent finalement les Russes à décrocher. Au cours du combat, le capitaine Brocki est capturé par les cosaques. Les deux régiments se remettent ensuite en chemin, franchissent la Desna, passent par Gorki et arrivent enfin à Woronowo le 5 octobre.

#### La retraite de Russie

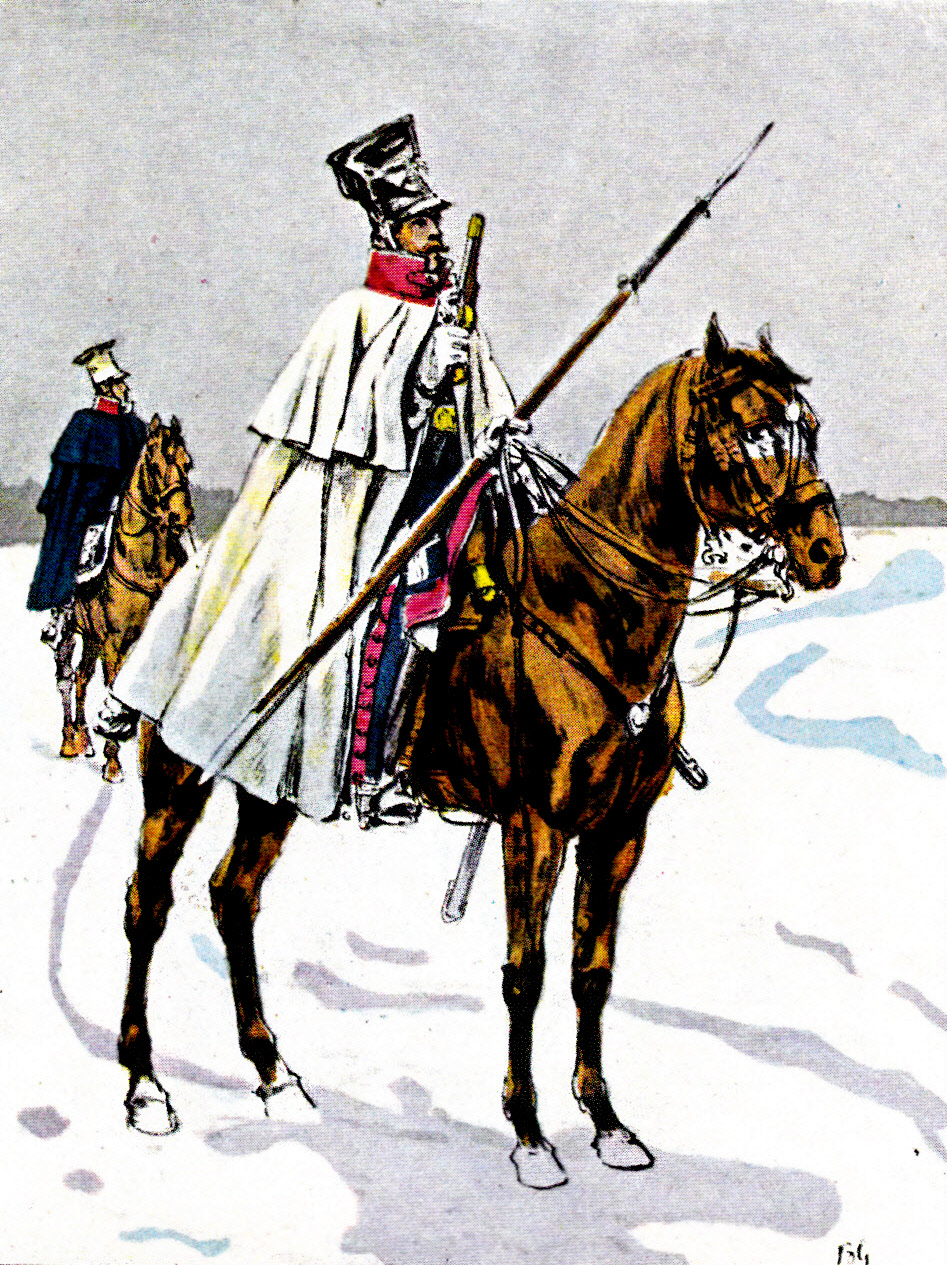
Un lancier polonais de la Garde en tenue d'hiver, par Bronisław Gembarzewski.

Napoléon tente de négocier la paix avec le tsar Alexandre Ier, mais la manœuvre échoue et l'Empereur donne l'ordre de quitter Moscou le 19 octobre. Le 1er lanciers est placé en arrière-garde avec pour mission de couvrir le passage de la Desna par les troupes françaises. En quittant Moscou, les chevau-légers, habitués aux hivers rigoureux de l'est de l'Europe, équipent leurs chevaux de fers à glace. Pendant la retraite, les lanciers polonais ne sont pas épargnés par le froid mais sont le plus souvent évités par les cosaques de l'armée russe qui préfèrent s'en prendre aux lanciers rouges. À Gorodnia, alors que Napoléon effectue une reconnaissance avec son état-major, une nuée de cosaques surgit et met la sécurité de l'Empereur en danger. L'escadron polonais de service commandé par Kozietulski accourt, engage les cavaliers russes et, avec le soutien des chasseurs, dragons et grenadiers à cheval de la Garde, met les assaillants en déroute au prix de six hommes tués. Au cours de la mêlée, le chef d'escadron Kozietulski est blessé d'un coup de lance en chargeant à la tête de son escadron.
La retraite reprend en direction de Smolensk et le régiment doit brûler une partie de ses bagages devenus intransportables par suite de la perte de nombreux chevaux. Au cours de la bataille de Krasnoï, les lanciers se heurtent à des cosaques parmi lesquels ils font quelques prisonniers mais perdent néanmoins 38 cavaliers ce jour-là. Le 27 novembre, le régiment traverse la Bérézina et perd 49 hommes lors de l'affrontement qui s'ensuit,. Le 5 décembre, un renfort de 78 chevau-légers arrivé à Smorgoni sous les ordres du colonel Stokowski, ainsi que quelques chasseurs à cheval de la Garde et lanciers du 7e régiment, escortent l'Empereur jusqu'à Rovnopol, laissant en chemin les deux tiers de leur effectif. Le reste du régiment escorte le trésor impérial et atteint Vilna le 9 décembre 1812. Entré en Russie avec 1 109 cavaliers, le régiment ne compte plus que 432 soldats vers la mi-décembre et seulement 374 hommes avec 270 chevaux à la fin du mois.

### Campagne d'Allemagne

#### Première phase de la campagne, janvier à mai 1813
Au début de l'année 1813, les restes du régiment sont en terre polonaise. Les états de situation du 20 janvier mentionnent la présence de 437 hommes et 257 chevaux aux escadrons de guerre, plus une centaine de soldats au dépôt de Varsovie. Tant bien que mal, les cinq escadrons sont remis sur pied et étoffés : les restes du 3e régiment de lanciers de la Garde viennent pour être incorporés — théoriquement, car les membres du 3e conservent leur individualité jusqu'à la fin mars, date à laquelle les deux unités sont définitivement fusionnées —, tandis que la compagnie de Tartares lituaniens, commandée par le capitaine Ulan, est placée à la suite du 1er régiment. Encore renforcé par un arrivage de gendarmes lituaniens, l'effectif atteint alors 13 compagnies. Cependant, la retraite n'est toujours pas terminée. Les Français doivent évacuer la Pologne, et, comme le note Jean Tranié, « ce n'est pas sans crainte pour leur famille que les Polonais continuent à retraiter ». Le régiment, entretemps renforcé par la venue de 500 cavaliers tirés de la division Dombrowski, est bientôt complètement remonté. Il est à ce moment fort de 1 500 hommes.
Devant l'exceptionnelle pénurie de chevaux, presque tous disparus dans les neiges de Russie, Napoléon est contraint d'employer plus que jamais la cavalerie de sa Garde pour la campagne qui s'annonce. Un premier affrontement a lieu le 1er mai 1813 à Weissenfels. Le maréchal Bessières, en reconnaissance avec un escadron de lanciers polonais de la Garde, est pris pour cible par une batterie ennemie et est frappé à mort par un boulet après qu'un premier projectile a emporté la tête d'un sous-officier polonais à sa suite. Cet événement a lieu la veille de la bataille de Lützen. Alors que le corps du maréchal Ney vient d'être chassé du village de Kaja, l'artillerie de la Garde dépêchée sur place stoppe les Prussiens qui débutent à leur tour une canonnade. Une heure durant, la cavalerie de la Garde placée derrière ses batteries, dont quatre escadrons des lanciers polonais, est soumise aux boulets et aux balles ennemis sans être engagée directement. « On serrait les rangs lorsque les hommes et les chevaux tombaient », raconte Chłapowski. Cependant, cette simple présence empêche l'ennemi de pousser plus avant, et donne à la Jeune Garde le temps d'arriver sur les lieux et de lancer une contre-attaque avec succès.

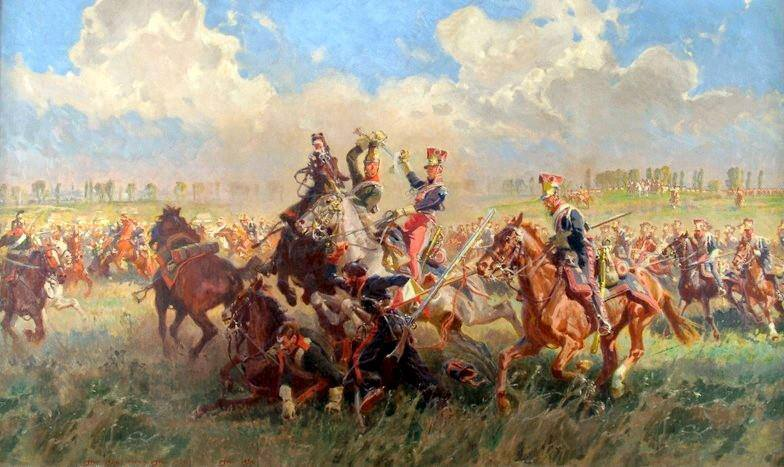
Les lanciers polonais de la Garde à Reichenbach, le 22 mai 1813, par Zygmunt Rozwadowski.

Cette victoire française entraîne le repli des Alliés et ouvre la route de Dresde aux Français. Les lanciers polonais, outre la réparation du matériel, se voient adjoindre un huitième escadron. Le répit est toutefois de courte durée, et du 20 au 21 mai, a lieu la bataille de Bautzen, où les chevau-légers sont tenus en réserve. Le matin du 22 mai, la poursuite est lancée par la cavalerie de la Garde sous les ordres du général Walther et par le 1er corps de cavalerie de Latour-Maubourg. À hauteur du village de Reichenbach, Walther se heurte aux troupes du prince de Wurtemberg, fortes de soldats des trois armes. Les lanciers polonais reçoivent l'ordre de se diriger sur les hauteurs près du village, puis, note Chłapowski, de « faire demi-tour à gauche et nous jeter sur le flanc de l'ennemi pour l'obliger à se retirer ». Les deux escadrons de Chłapowski, suivis par deux autres sous Jerzmanowski, parviennent à prendre le dessus sur la cavalerie russe au terme d'un engagement vigoureux. Les lanciers polonais de la Garde gagnent ensuite les hauteurs et, s'avançant contre l'arrière-garde russe, la repoussent malgré la présence de l'artillerie ennemie qui cause des pertes sensibles. À ce moment arrivent en renfort les chasseurs à cheval de la Garde et les mamelouks. Les cuirassiers saxons se portent également en avant mais doivent bientôt se faire remplacer par les Polonais sous une violente canonnade. Les Russes, en face, se retirent progressivement, laissant le champ de bataille aux Français.

#### Seconde phase, juin à décembre 1813

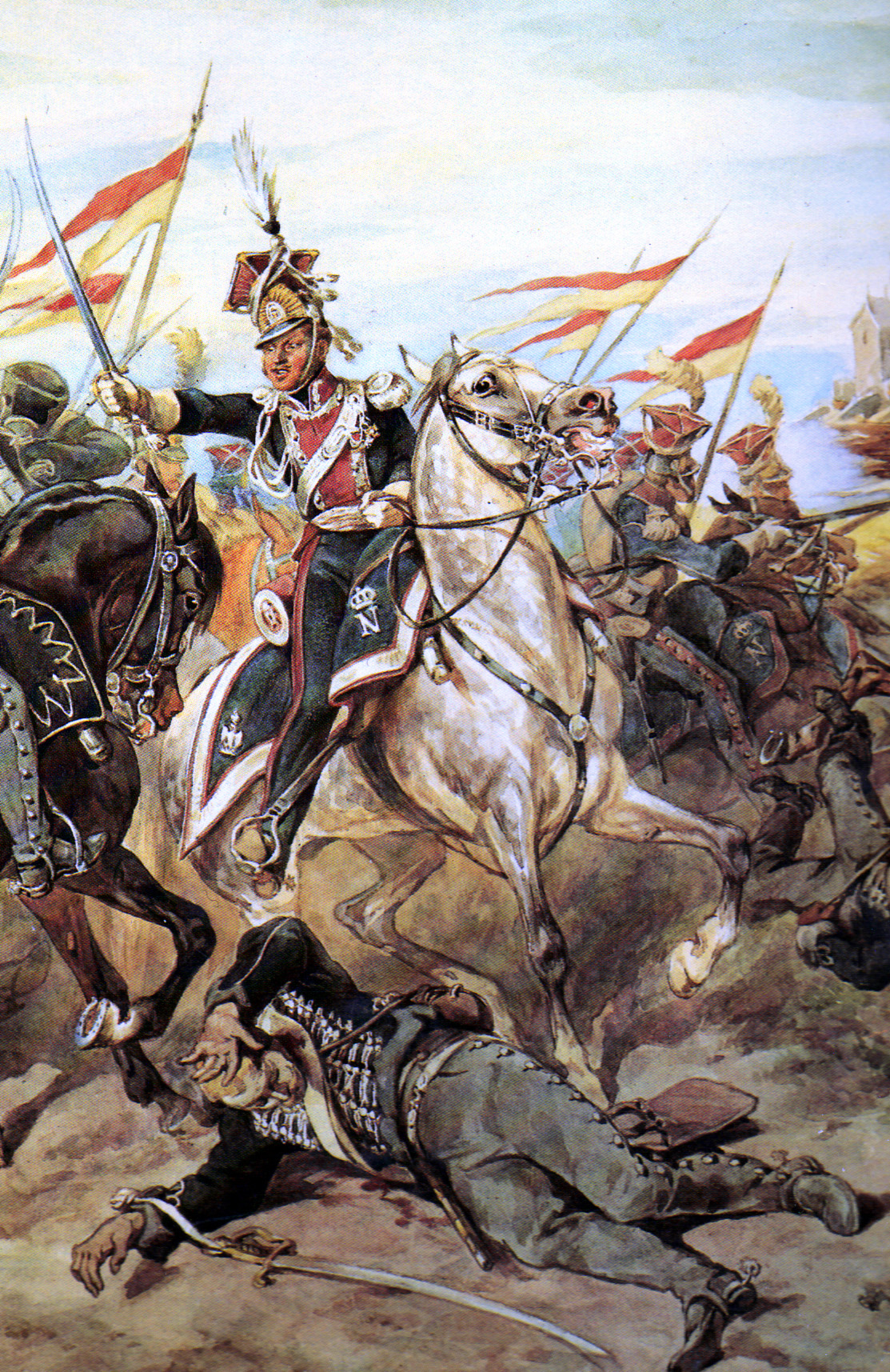
Les lanciers polonais de la Garde au combat de Peterswalde, le 16 septembre 1813. Peinture de Juliusz Kossak, 1883, collection du musée national de Varsovie.

Un armistice est bientôt signé entre la France et les Alliés. Les Polonais sont alors cantonnés à Dresde. Lors de cette courte période de paix, leur vie quotidienne est marquée par les fêtes et les loisirs, mais aussi par la lutte contre les bandes de partisans. Au mois de juin 1813, un septième escadron est créé et l'effectif des cavaliers polonais passe à environ 1 750 officiers, sous-officiers et soldats. Le corps est alors réparti en trois groupes : les trois premiers escadrons sont rattachés à la Vieille Garde, les 4e, 5e et 6e escadrons ainsi que les Tartares lituaniens sont incorporés dans la Moyenne Garde, tandis que le 7e escadron est rattaché à la Jeune Garde.
La guerre reprend bientôt, et cette fois, l'Autriche a rejoint la coalition contre Napoléon. En infériorité numérique, celui-ci remporte pourtant le 26 août une victoire décisive à Dresde. La Garde s'y est distinguée ; un escadron du 1er lanciers emmené par Jerzmanowski a capturé presque au complet un bataillon prussien, et au cours de la poursuite, le lieutenant Hempel avec 40 hommes ramasse 300 prisonniers. Le 17 septembre 1813, les 1er et 2e escadrons des lanciers polonais de la Garde, sous les ordres du chef d'escadron Fredro, se heurtent à Peterswalde au régiment de hussards prussiens du colonel Blücher, le fils du futur maréchal. Rapidement tournés, les hussards se dispersent, abandonnant leur colonel et une vingtaine d'hommes aux Polonais. Le chef d'escadron Jankowski, félicité, est décoré de la Légion d'honneur par l'Empereur lui-même. Un mois plus tard, a lieu la bataille de Leipzig, dite aussi la « bataille des Nations » en raison du nombre des belligérants. Dans l'après-midi du 16 octobre, les cuirassiers autrichiens du régiment Sommariva, qui ont réussi à s'approcher dangereusement de l'Empereur, sont contre-chargés et anéantis par plusieurs unités de cavalerie françaises, dont les lanciers polonais de la Garde.
Le 19, la défaite de Napoléon est consommée. Le maréchal Poniatowski, le généralissime des Polonais, trouve la mort au cours de la retraite. L'armée traverse alors une période de découragement qui n'épargne pas les unités d'élite. Cas sans précédent dans l'histoire du régiment, une cinquantaine de soldats sont portés déserteurs. Les lanciers polonais de la Garde ne savent pas alors vraiment quelle conduite adopter vis-à-vis de leurs alliés français et envoient une délégation à Napoléon qui, lors d'une entrevue le 25 octobre, les convainc finalement de rester dans les rangs de la Grande Armée. La campagne de 1813 s'achève par un dernier combat, à Hanau, le 30 octobre. Les chevau-légers fondent à plusieurs reprises sur les Bavarois et essuient des pertes sensibles, tantôt menés par Jerzmanowski ou Dautancourt, qui tous deux se voient récompensés à la fin de la bataille — le premier par la croix de la Légion d'honneur et le second par le grade de général de brigade. Le major Radziwill, qui a eu son chapska enlevé par un boulet, est commotionné et succombe à sa blessure quelques semaines plus tard.
Le 9 décembre 1813, le 1er lanciers de la Garde impériale se voit adjoindre le 3e régiment d’éclaireurs, ce dernier prenant alors le nom d'éclaireurs-lanciers avec pour colonels Krasiński et Dautancourt. Dans un même temps, le régiment revient à huit compagnies composant quatre escadrons.

### Campagne de France

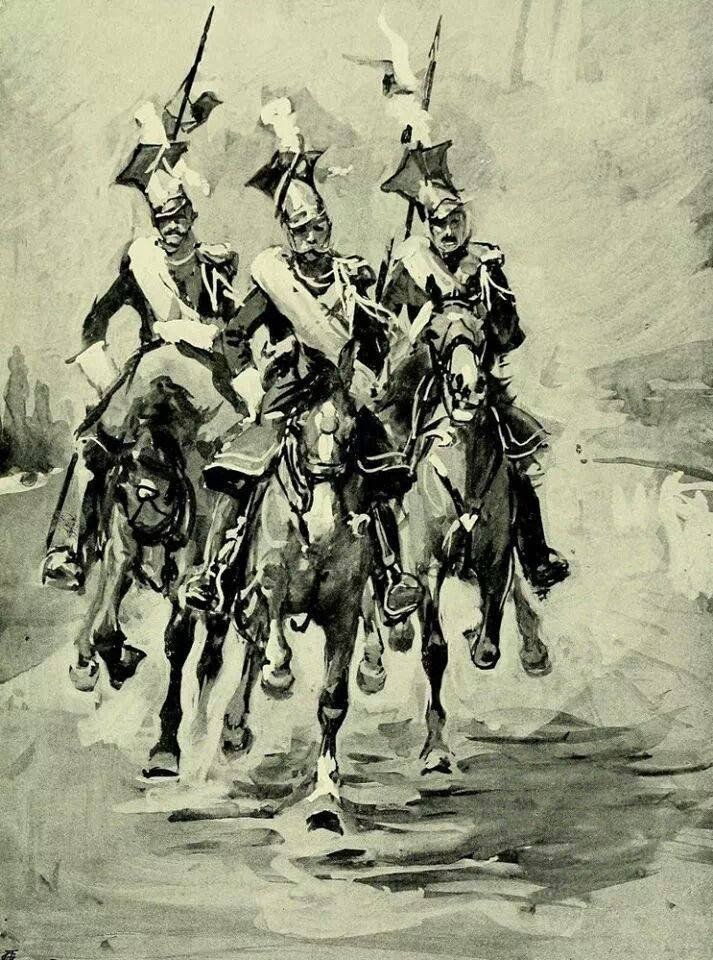
Patrouille de lanciers polonais de la Garde, par Wojciech Kossak. Lors de la campagne de France, de Brienne à Paris, le régiment participe presque systématiquement à tous les combats.

La campagne de France commence en janvier 1814. Commandés par le général Krasiński, les Polonais s'illustrent dans la plupart des rencontres de la campagne. À Brienne, chevau-légers et chasseurs à cheval de Lefebvre-Desnouettes pénètrent dans la ville et manquent de faire prisonnier Blücher. Quelques jours plus tard, l'Empereur fait face à toute l'armée des Alliés à La Rothière. Les lanciers polonais tiennent d'abord à distance la cavalerie de Lanskoï, puis reculent face à celle de Vassiltchikov. La disproportion des forces contraint les Français à la retraite ; Napoléon n'en reprend pas moins l'offensive peu après et vainc le général Olsoufiev à Champaubert, le 10 février. Les Polonais, arrivés trop tard sur le champ de bataille, se rattrapent le lendemain à Montmirail où, en liaison avec les chasseurs à cheval de la Garde, ils chargent l'infanterie prussienne de Yorck et contribuent à son repli.
La poursuite est lancée. Le 14 février, cette fois, c'est Blücher qui est accroché à Vauchamps par les troupes impériales. Les attaques françaises infligent de lourdes pertes aux Prussiens ; les lanciers de Krasiński s'élancent sur les fantassins de Zieten et les dispersent avec l'appui des escadrons de cuirassiers de Grouchy,. Les combats se poursuivent à Mormant le 17 février, à Montereau le 18. Le prince de Wurtemberg s'y est établi en force pour tenir le passage de la Seine. Les assauts d'infanterie français se révélant insuffisants, Napoléon donne l'ordre aux cavaliers du général Pajol d'enlever le pont. Pajol s'exécute et fait refluer l'armée adverse alors qu'au même moment, les escadrons de la Garde, dont celui des Polonais de Jerzmanowski, galopent à sa suite et prennent part à la poursuite. Le 3 mars, l'escadron de service polonais surprend un détachement prussien à Rocourt et s'empare de son bivouac.
Entretemps, des renforts venus de Chantilly sont incorporés dans la Garde, avec pour commandant le général Louis Michel Pac,. La capitulation de Soissons a permis au corps de Blücher d'échapper à la destruction. Napoléon, furieux, décide de poursuivre son offensive, et le 5 mars, ordonne à Nansouty de s'emparer du pont de Berry-au-Bac. Les cosaques de Wintzingerode sont refoulés par les lanciers polonais commandés par Pac et le chef d'escadron Skarzynski. Le pont est traversé, les fuyards russes qui tentent de se reformer sont dispersés, leurs bagages pris ainsi que 200 cosaques et deux canons,. L'armée française peut franchir l'Aisne et se confronter aux forces coalisées à la bataille de Craonne, deux jours plus tard. L'infanterie du maréchal Ney échoue dans ses attaques, tandis que la cavalerie française se relaie dans des charges meurtrières sur le plateau. Les chevau-légers de Dautancourt font le coup de sabre du côté d'Hurtebise et mettent en fuite la cavalerie russe d'arrière-garde. Le chirurgien-major Girardot est grièvement blessé à cette occasion et est fait baron de l'Empire. L'échec de Laon oblige l'Empereur à la retraite, mais il se retourne contre les Russes de Saint-Priest à Reims. Le 3e gardes d'honneur du colonel Belmont-Briançon se heurte à une résistance déterminée, et il faut l'intervention des lanciers polonais de la Garde et des canons de Drouot pour s'assurer de la maîtrise de la ville. Le régiment polonais commandé par Krasiński franchit ensuite le pont de Saint-Brice et tombe sur une colonne prussienne en retraite, lui prenant 1 600 prisonniers, trois canons et ses bagages.
En grande infériorité numérique, l'armée napoléonienne se bat à Arcis-sur-Aube ; l'Empereur, un moment menacé par des cavaliers ennemis, est protégé par l'escadron de service polonais de Skarzynski. Malgré la retraite française, les Alliés craignent encore Napoléon et décident de foncer au plus vite sur Paris. La capitale est attaquée le 30 mars. Le gros du régiment est absent, mais les lanciers restés au dépôt ainsi que les 80 éclaireurs polonais de Kozietulski font partie de la petite brigade de cavalerie de la Garde de Dautancourt. D'abord envoyés à la Villette, les cavaliers de la Garde défendent en vain la butte Montmartre et s'efforcent d'enrayer la progression adverse. Des combats ont lieu dans les vignes de Clichy, mais la brigade prise sous un feu intense se réfugie dans l'enceinte de la ville et se rallie sur le boulevard des Italiens, où elle apprend la capitulation de Paris. Dans l'atmosphère de la défaite, Krasiński, après avoir harangué ses cavaliers, conduit les lanciers et éclaireurs polonais de la Garde à Fontainebleau où Napoléon les passe pour la dernière fois en revue dans la cour du château.

### L'«escadron Napoléon»

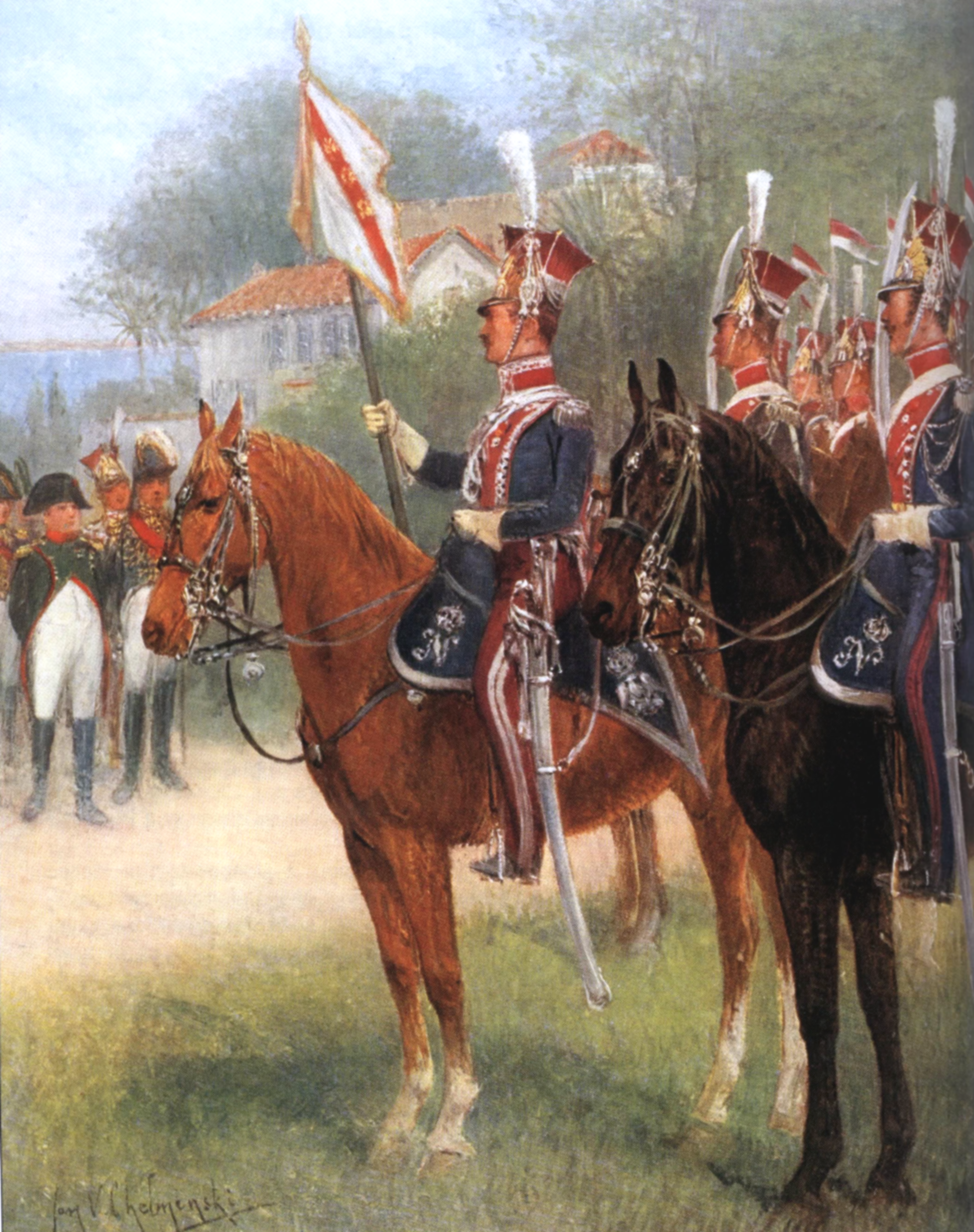
L'escadron de l'île d'Elbe : au centre, le porte-aigle présente l'étendard en soie blanche confectionné à Naples. Peinture de Jan Chełmiński.

Déchu, Napoléon laisse place à la Première Restauration. Le régiment des lanciers polonais de la Garde est exclu de l'armée française et doit être licencié. Mené par Krasiński, il est présenté à Paris au grand-duc Constantin, puis se met en marche vers la Pologne. Le voyage de retour n'est pas toujours agréable, notamment lors de la traversée de la Prusse, mais les lanciers sont accueillis chaleureusement et avec respect à leur arrivée au pays. Ils passent alors dans l'armée du royaume du Congrès.
Le retour des Bourbons n'a toutefois pas mis fin à l'existence du régiment. Le traité de Fontainebleau, qui a accordé à l'Empereur la souveraineté de l'île d'Elbe, a permis en effet la formation d'un contingent de la Garde pour l'accompagner. Les lanciers polonais en font partie. 108 d'entre eux, volontaires triés sur le volet, forment un escadron commandé par le major baron Jerzmanowski. Il est composé de 6 officiers, 2 trompettes, 11 sous-officiers et 90 hommes du rang, auxquels s'ajoutent 7 chasseurs à cheval de la Garde. Les chevau-légers prennent le nom d'« escadron Napoléon » et sont divisés en deux compagnies : la compagnie à cheval composée de 22 cavaliers commandée par le capitaine Schultz — réputé pour ses 2,10 m — et la compagnie à pied de 96 hommes commandée par le capitaine Baliński,.
L'escorte quotidienne de l'Empereur est assurée en permanence par deux lanciers qui sont également affectés à la garde du palais, en plus des 33 Polonais remplissant le service des sentinelles. Les officiers polonais sont casernés dans les maisons en contrebas du palais des Mulini, où habite Napoléon. Selon le témoignage d'André Pons de l'Hérault, « l'Empereur honorait tous ses enfants adoptifs de la France ; il aimait à s'entretenir avec eux et il était toujours content de leur entretien ». Malgré l'argent qui se fait rare, le séjour est agrémenté par l'arrivée de Marie Walewska, la maîtresse polonaise de l'Empereur, et de son fils Alexandre : Napoléon organise alors une fête à sa résidence de l'Ermitage où sont invités quelques officiers des chevau-légers.
Pressé par les événements, l'Empereur décide de retourner en France afin de reprendre le pouvoir, et le soir du 25 février 1815, Jerzmanowski reçoit l'ordre de monter avec ses lanciers à bord du bateau Le Saint-Esprit. La petite flotte met le cap sur la France à la nuit, et débarque à Golfe-Juan le 1er mars.

### Waterloo: la dernière charge

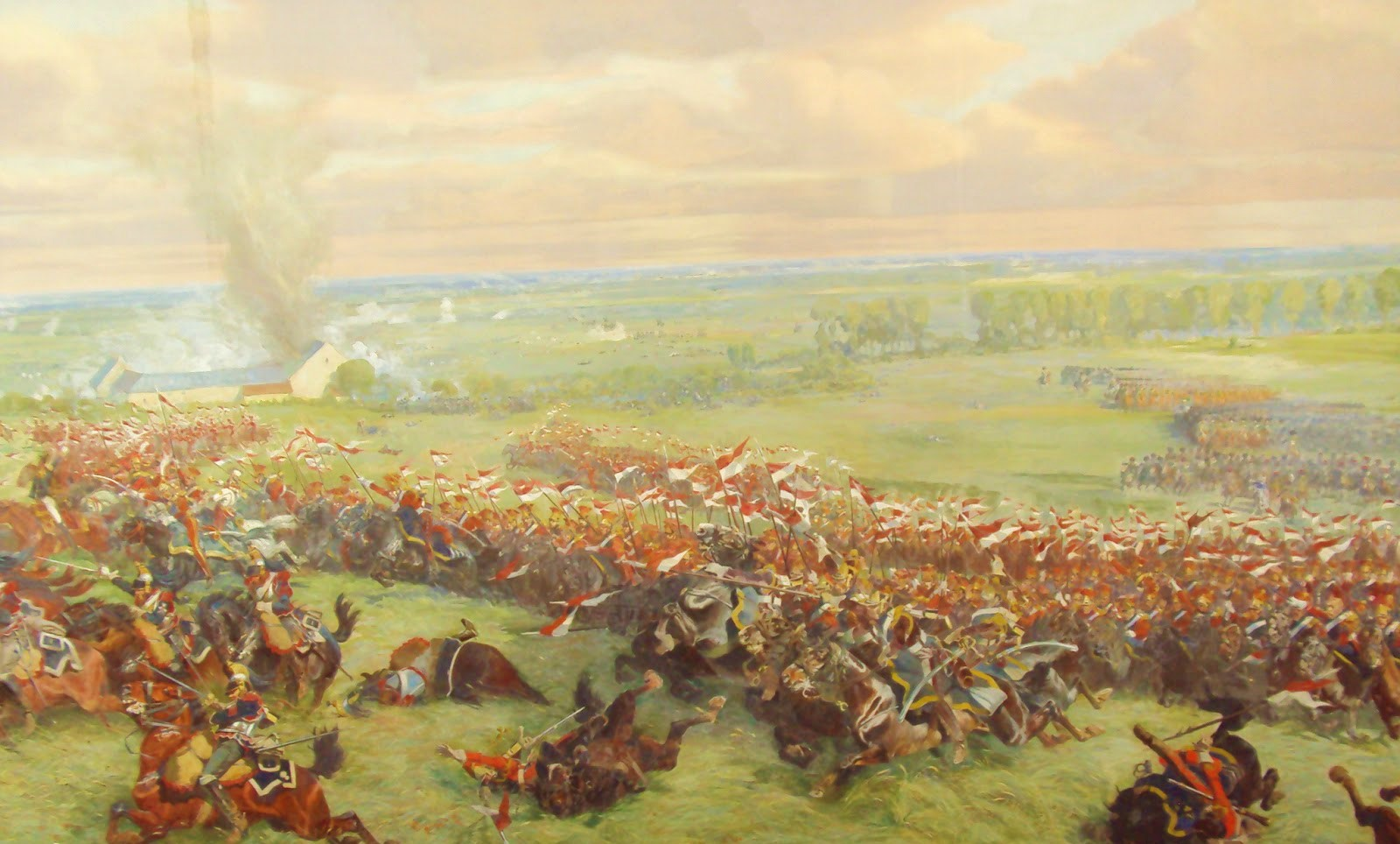
Charge des lanciers de la Garde sur le plateau de Mont-Saint-Jean lors de la bataille de Waterloo. Détail du Panorama de Waterloo, par Louis-Jules Dumoulin.

Ayant suivi l'Empereur lors de sa reconquête du trône, les lanciers de Jerzmanowski s'installent à la caserne des Célestins où ils vivent dans des conditions sommaires. En prévision de la campagne de Belgique, par décret de Napoléon, l'escadron de l'île d'Elbe est la seule formation étrangère autorisée à faire partie de la Garde. Les Polonais sont affectés au régiment de chevau-légers lanciers de la Garde impériale dont ils composent d'abord le 1er escadron, avant d'être attachés aux lanciers rouges à titre d'escadron spécial. À Frasnes, l'escadron polonais essuie des pertes lors d'une attaque contre l'infanterie de Nassau et est également présent sur le champ de bataille des Quatre Bras sans toutefois être engagé.
Après sa victoire de Ligny, Napoléon se porte à la rencontre de l'armée anglaise et le 18 juin 1815, débute la bataille de Waterloo. Dans l'après-midi, la cavalerie légère de la Garde impériale est en position sur la route de Bruxelles aux côtés de la cavalerie lourde de la Garde et des cuirassiers de Milhaud. Le maréchal Ney prend l'initiative d'une charge contre les lignes anglaises à la tête de la cavalerie lourde du IVe corps. La cavalerie légère de la Garde commandée par Lefebvre-Desnouettes suit le mouvement. Le régiment des lanciers de la Garde sous les ordres de Colbert, longeant Hougoumont, escalade le plateau et vient se heurter aux carrés de la brigade Maitland et de la légion de Brunswick, qui délivrent des salves meurtrières sur les assaillants. Les Polonais de Jerzmanowski, mêlés aux lanciers rouges, participent aux assauts et tentent de briser la résistance des carrés avec leurs longues lances. Malgré le feu de l'artillerie anglaise et l'intervention de la cavalerie de réserve de Wellington, les lanciers mènent plusieurs charges mais les Anglo-Alliés tiennent leurs positions et les cavaliers de Colbert doivent finalement se retirer après avoir essuyé de lourdes pertes. Les escadrons du régiment couvrent la fuite de Napoléon dans la soirée. À l'issue de la bataille, l'escadron polonais compte cinq morts, un disparu et un prisonnier, soit un taux de pertes d'environ 3 %. Le major Jerzmanowski et le chef d'escadron Baliński figurent parmi les blessés.
Après la défaite, les chevau-légers lanciers polonais se retirent en ordre derrière la Loire sous les ordres du maréchal Davout. Le 1er octobre 1815, l'escadron est définitivement dissous et ses éléments sont intégrés dans l'armée russe. Plusieurs ex-officiers du corps participent ultérieurement à l'insurrection polonaise de 1830, tels que Louis Michel Pac ou Dezydery Chłapowski. Le dernier survivant du régiment est le lieutenant Markiewicz, un vétéran de Waterloo ; né en 1794 à Cracovie, il vit toujours en 1902.

## Réputation et postérité

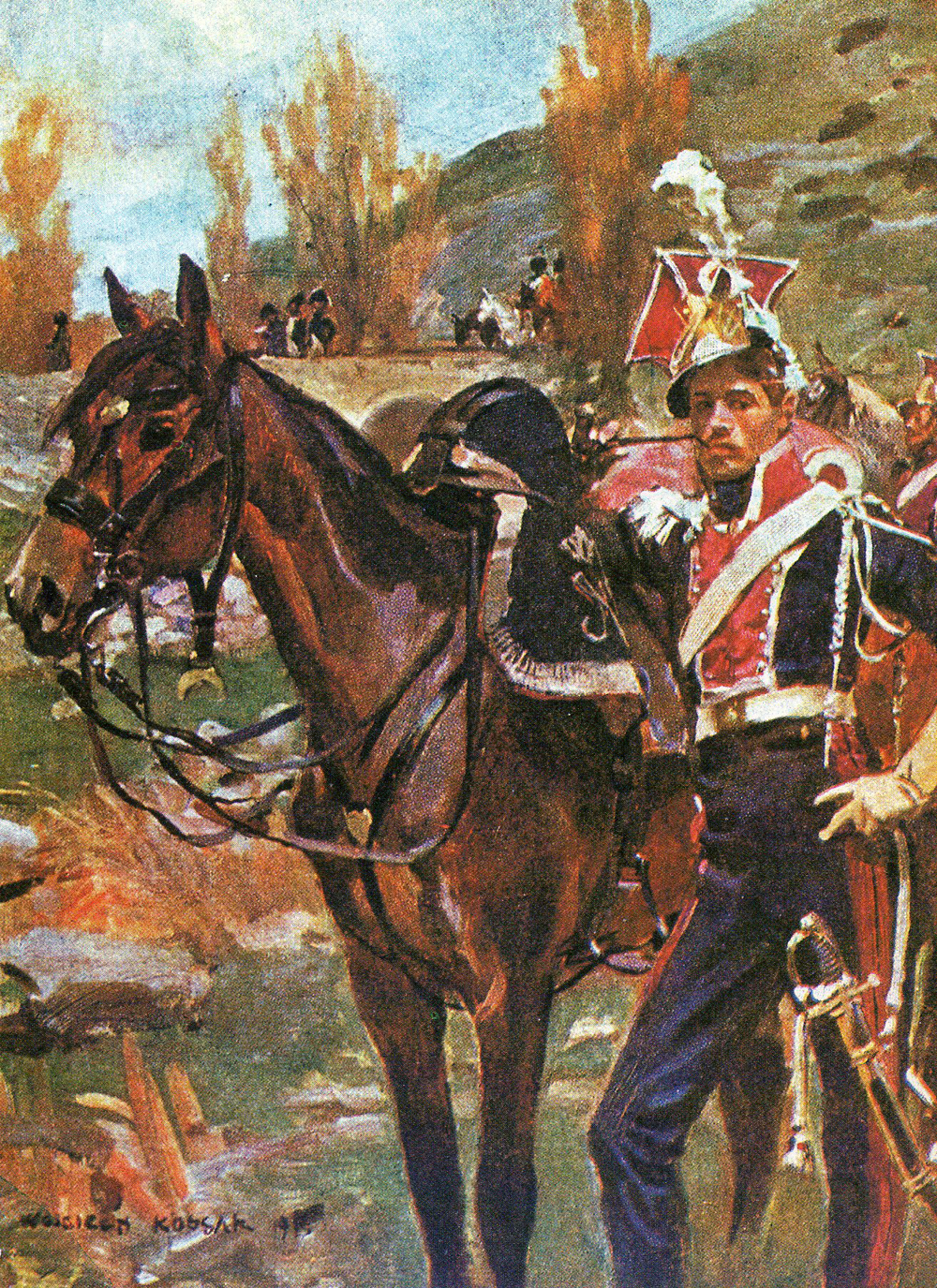
Chevau-léger polonais de la Garde à Somosierra, 1808, par Wojciech Kossak.

Les lanciers polonais de la Garde sont considérés comme l'un des meilleurs régiments de cavalerie légère de leur temps, ayant combattu dans 45 batailles et combats importants au cours des guerres napoléoniennes. Pour Jean Tranié et Juan-Carlos Carmigniani, « ils incarnent la fougue du cavalier léger, le courage légendaire de la vieille Pologne, la fidélité et le panache ». Ils sont l'un des régiments préférés du maréchal Bessières, commandant la cavalerie de la Garde, et très estimés du général Lasalle qui compose un chant de guerre en leur honneur.
Les lanciers polonais sont, avec les grenadiers à cheval, l'une des deux unités de la cavalerie de la Garde à n'avoir jamais été vaincue au combat par la cavalerie adverse. Les soldats du régiment restent par ailleurs indéfectiblement fidèles à Napoléon tout au long de son règne. Régiment d'élite, le moral élevé et la discipline des chevau-légers se manifestent particulièrement lors de la retraite de Russie, où ils sont parmi les très rares formations à conserver leurs capacités combatives jusqu'à la fin. Ils suscitent dans le même temps l'admiration de leurs adversaires, en particulier des cosaques, qui redoutent leur habileté à la lance. Leur rôle lors de la campagne de Belgique en 1815, souvent exagéré par les historiens britanniques, témoigne ainsi du prestige et de la renommée dont ils bénéficient à cette époque en Europe ; l'historiographie anglophone tend en effet à confondre leur action avec celle des lanciers français de la ligne, attribuant notamment aux Polonais la destruction d'une partie de l'infanterie anglaise aux Quatre Bras, en réalité à porter au crédit de la division Piré, ou encore la mort du général Ponsonby à Waterloo au cours d'une contre-attaque menée dans les faits par les 3e et 4e régiments de lanciers de la ligne.
La charge de Somosierra est quant à elle entrée dans la légende napoléonienne et a rendu les chevau-légers polonais célèbres dans toute l'Europe. De nombreux peintres, parmi lesquels Horace Vernet, Wojciech Kossak ou Piotr Michałowski, ont immortalisé cet événement sur leurs toiles et celui-ci se diffuse parallèlement dans la littérature, les chansons ainsi que dans l'iconographie populaire. Le souvenir de cet exploit est tel que, de l'avis d'Oleg Sokolov, il « [voile] quelque peu, du moins pour les historiens français, les autres prouesses et sacrifices des soldats polonais au nom de l'Empire ». Le combat de Somosierra a également suscité de nombreux débats portant sur la contribution polonaise à cette victoire, les intentions de l'Empereur au sujet de la Pologne et la nature même de l'intervention française en Espagne. La transformation par Napoléon de ce succès polonais en victoire franco-polonaise, en prêtant notamment au général Louis Pierre de Montbrun le commandement de la charge, est ainsi attribué à une volonté de l'Empereur de ne pas aller à l'encontre de l'intérêt national français en accordant aux seuls Polonais le bénéfice de la victoire.
Dans les années 1850, une controverse surgit à propos de Somosierra. Le colonel Andrzej Niegolewski, vétéran du combat, échange une correspondance avec l'historien Adolphe Thiers au sujet du déroulement de la charge, dont il critique la version donnée par l'auteur dans ses ouvrages relatifs à l'histoire du Premier Empire. Appuyé dans sa démarche par le général Krasiński, ancien commandant du régiment, Niegolewski souligne ce qu'il estime être des inexactitudes du texte de Thiers et nie par ailleurs la présence du général Montbrun à la tête des Polonais, contrairement à ce qui a été affirmé par le bulletin de l'armée,. Niegolewski accuse notamment Adolphe Thiers de vouloir « ternir l'éclat » du succès obtenu par les Polonais, ce à quoi ce dernier répond en promettant une réimpression de son ouvrage conforme aux dires de l'officier. De même, la publication de relations du combat de Reichenbach par d'anciens officiers des lanciers rouges tend à grossir l'importance du rôle joué par le 2e régiment de chevau-légers lanciers au détriment du 1er. Sur le combat de Peterswalde, Jósef Grabowski conteste lui aussi les écrits de Thiers :

« M. Thiers (tome XVI, page 162) mentionne cette affaire, mais suivant son habitude de cacher les actions d'éclat des Polonais pour les attribuer aux Français, il dit que c'étaient les lanciers rouges de la garde impériale qui ont battu les hussards prussiens et fait prisonnier leur chef Blücher. J'étais témoin oculaire de cette action, et je peux affirmer que les lanciers rouges n'étaient pas là, et que ce sont les chevau-légers lanciers de la garde impériale qui ont si brillamment chargé. »

Sous la deuxième république de Pologne, les traditions des lanciers polonais de la Garde sont maintenues par le 1er régiment de chevau-légers Józef Piłsudski (polonais : 1 Pulk Szwoleżerów Józefa Piłsudskiego), une unité de cavalerie dont le 2e escadron remplit les fonctions d'escadron de service auprès du président polonais. De plus, depuis le milieu des années 1990, se déroule chaque mois d'août à Ciechanów et Opinogóra le festival « Retour des chevau-légers ». De nombreuses institutions participent à l'organisation de cette manifestation, telles que la ville de Ciechanów, le musée du romantisme d'Opinogóra ou la faculté des arts du collège Aleksander Giejsztor. Pendant les spectacles, des groupes de reconstitution venant de Pologne, de Grande-Bretagne, de Biélorussie, de Lituanie et de Lettonie se présentent en uniformes historiques.

## Chefs de corps

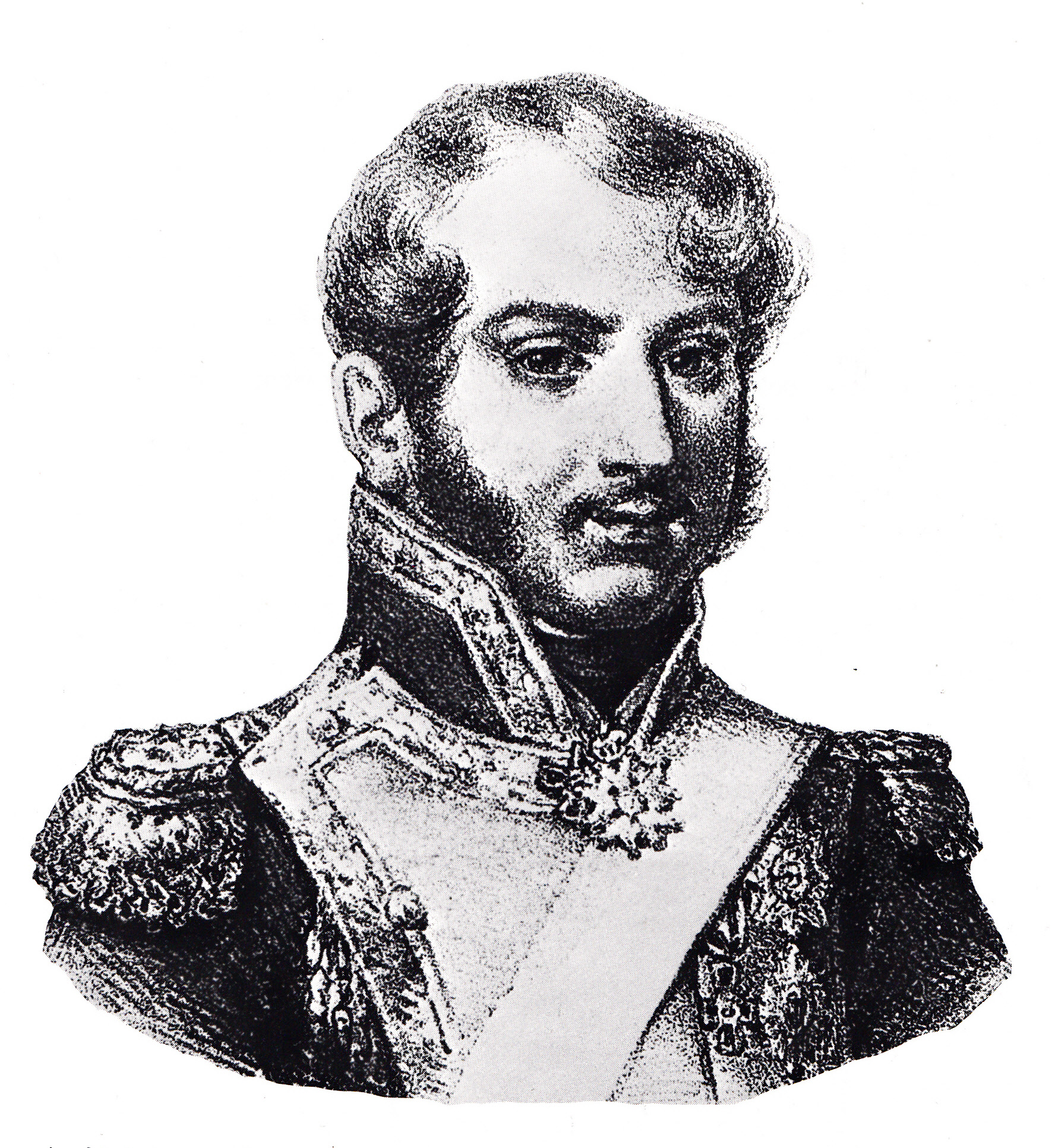
Le colonel Wincenty Krasiński (1782-1856) est chaudement recommandé par le général Dombrowski à Napoléon pour le commandement des chevau-légers polonais de la Garde.

Le 17 avril 1808, le comte Wincenty Krasiński est nommé colonel des chevau-légers polonais de la Garde et reste à ce poste jusqu'en 1814. Né en 1782, il a participé à l'insurrection de Kościuszko et sert à l'état-major de Napoléon au moment où il est nommé à la tête du régiment. À la création du corps, le major en premier est Charles Delaitre, vétéran de la campagne d'Égypte et ancien officier des mamelouks de la Garde impériale. Le major en second, Pierre Dautancourt, provient quant à lui de la gendarmerie d'élite et a participé à ce titre au procès du duc d'Enghien. D'une grande compétence, il est très aimé des cavaliers et suscite des regrets unanimes chez les officiers du régiment lorsque ces derniers repartent pour la Pologne en 1814. Il devient major en premier le 28 novembre 1813,.
En 1812, Delaitre quitte le régiment des Polonais pour prendre le commandement du 7e régiment de chasseurs à cheval. Le général Jan Konopka, major des lanciers polonais, est pour sa part nommé colonel du 3e régiment de lanciers de la Garde le 5 juillet. Le poste de major en second est attribué le 27 octobre 1812 au prince Dominique Hieronime Radziwill qui fait la campagne d'Allemagne à la tête d'une partie du régiment jusqu'à sa mort le 11 novembre 1813, des suites d'une blessure reçue à Hanau. Le chef d'escadron Jan Kozietulski est également promu colonel en second le 30 mai 1813.
L'escadron de l'île d'Elbe est placé sous les ordres du colonel-major Paweł Jerzmanowski, engagé au régiment depuis sa création en 1807 et qui s'est particulièrement illustré en Russie et en Saxe. Après le retour de Napoléon en France, le général Dautancourt se présente afin de reprendre le commandement des lanciers polonais, mais l'Empereur lui donne une autre affectation et laisse Jerzmanowski à la tête de ses cavaliers. Le capitaine Baliński est quant à lui fait chef d'escadron pendant les Cent-Jours.

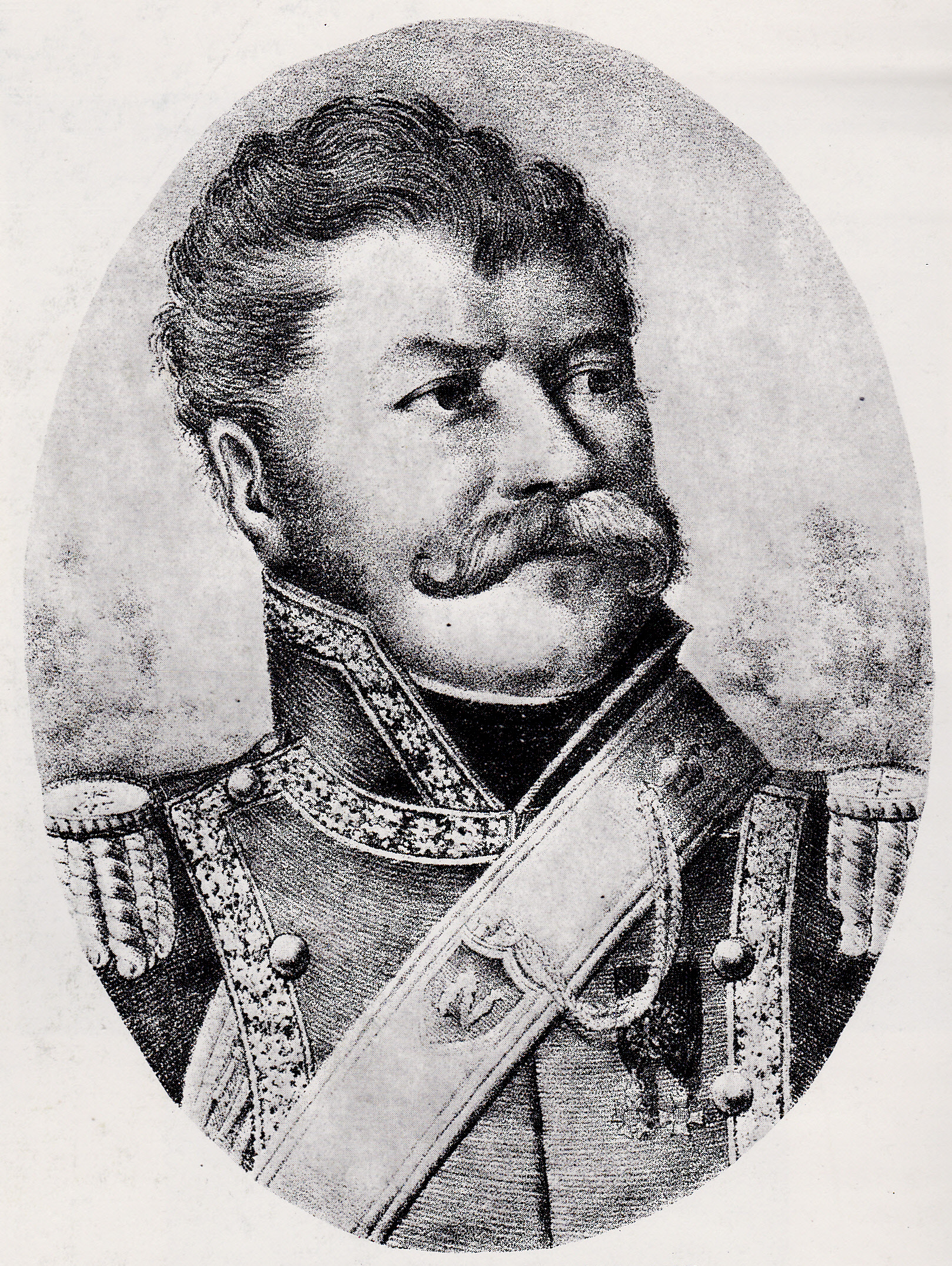
Pierre Dautancourt.
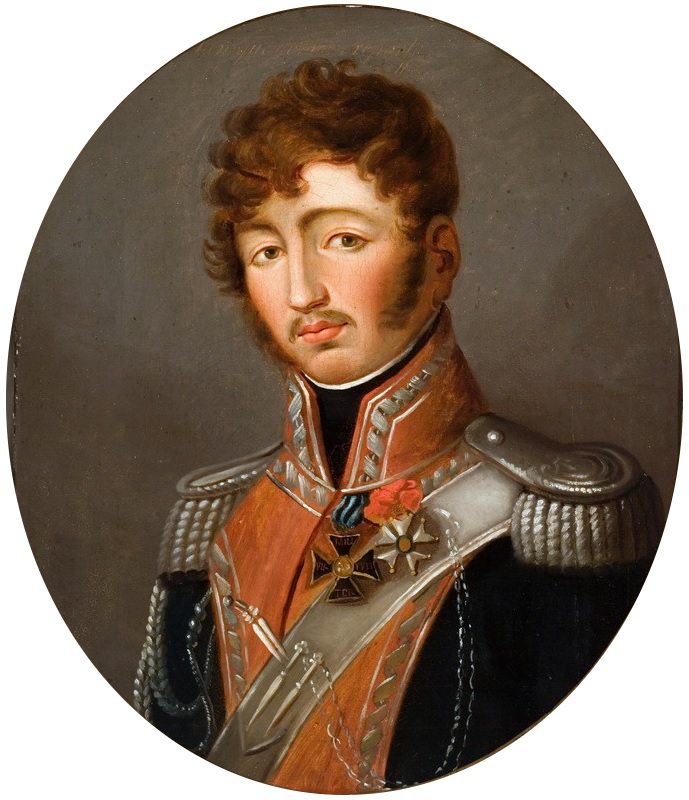
Dominique Hieronime Radziwill.
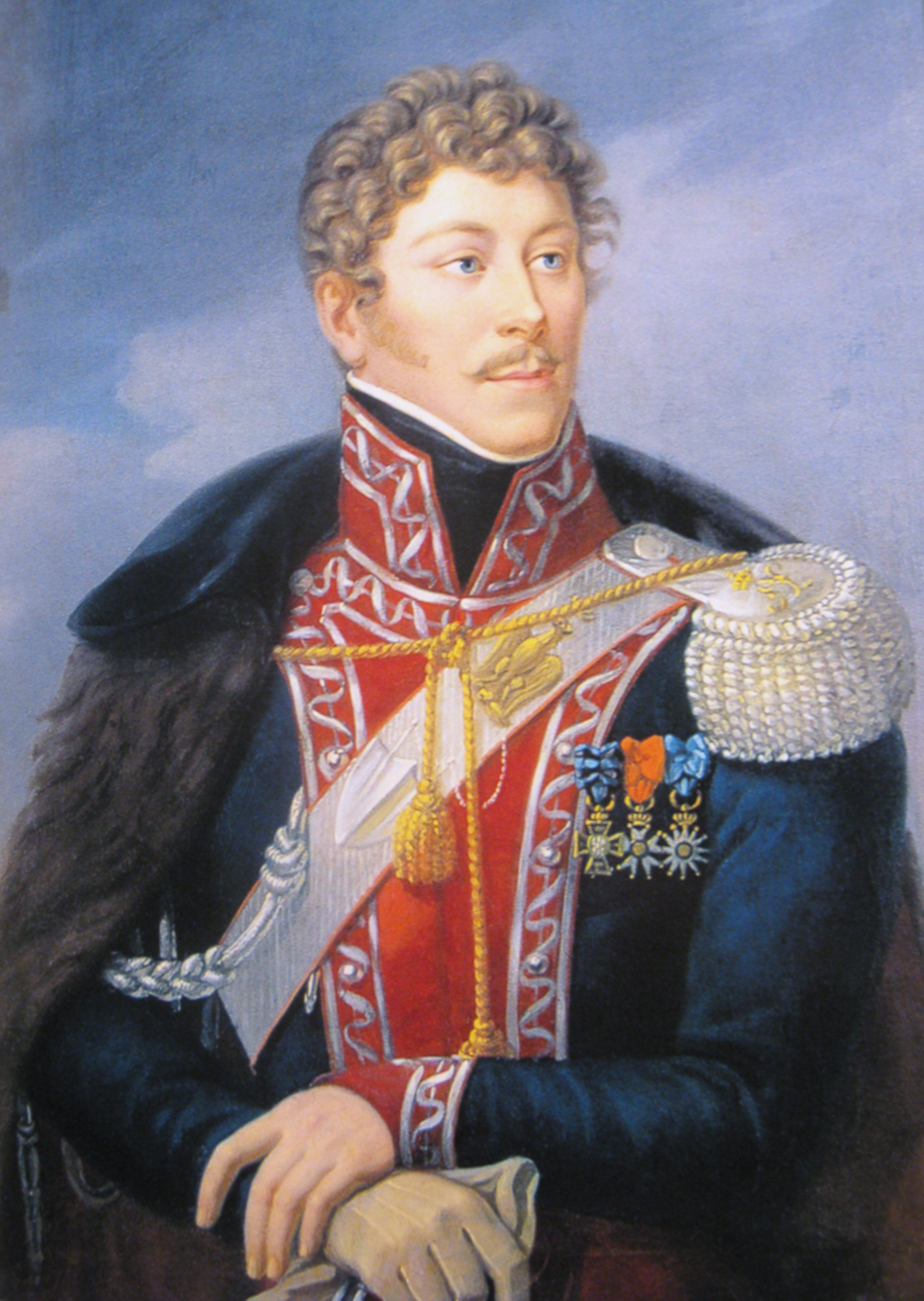
Jan Leon Kozietulski.
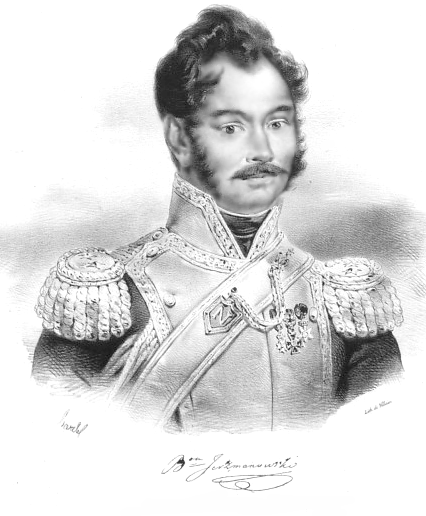
Paweł Jerzmanowski.

## Étendards et fanions
La première aigle du régiment aurait été remise en 1811 par Napoléon lors d'une parade aux Tuileries. Cet emblème du modèle 1804 disparaît lors de la chute de l'Empire. Conçu par les ateliers de Pierre-Philippe Thomire, il porte à l'avers la mention « Garde Impériale — L'Empereur des Français au 1er Régiment des Chevau-légers lanciers », et au revers l'inscription « Valeur et discipline - 1er escadron ».
Sous l'ère napoléonienne, quatre porte-aigles se succèdent : les lieutenants Jordain, Verhagen, Zawidzki et Rostworowski. En 1813, les chevau-légers polonais se voient remettre une nouvelle aigle de modèle 1812 qui disparaît à la Première Restauration. L'escadron des chevau-légers de l'île d'Elbe reçoit également un étendard particulier en soie blanche et orné d'une barre écarlate comportant trois abeilles d'or. Il y est écrit à l'avers « Chevau-légers polonais - Escadron Napoléon », et au revers de l'étendard est brodé un « N » couronné. Pendant les Cent-Jours, l'emblème est celui des lanciers rouges auxquels ont été incorporés les lanciers polonais, et qui ne survit pas non plus au retour des Bourbons.
Le régiment dispose par ailleurs d'un fanion de soie blanche constamment porté près du colonel comme point de ralliement. La première face a comme inscription « Devise du Polonais » et au centre une cocarde bleue avec une étoile amarante à six branches décorée d'un aigle couronné. Chaque angle de l'étoile porte l'un des mots suivants : « Vertu », « Loi », « Ordre », « Patrie », « Honneur » et « Propriété ». Entre chaque branche sont écrites trois valeurs du régiment. La seconde face comporte la devise « Enseigne victorieuse » avec une cocarde bleue — où est notée l'inscription « Régiment des chevau-légers polonais près Napoléon » — et amarante, cette dernière partie incluant une étoile à cinq branches avec la lettre « N » et le mot « Libérateur ». Une couronne de chêne en fil d'argent est brodée sous l'étoile.

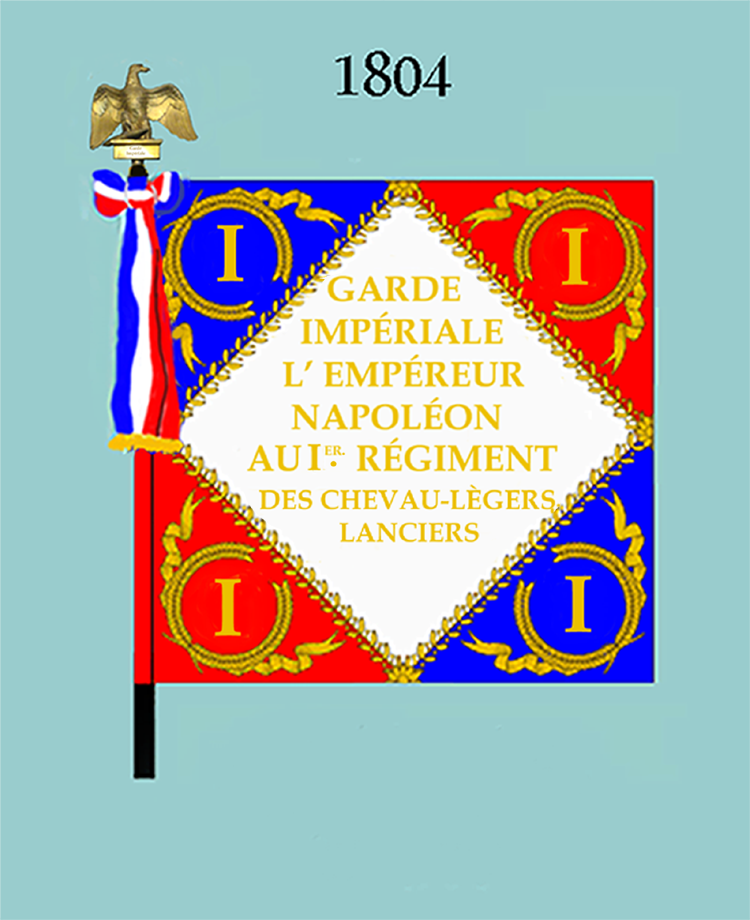
Étendard du modèle 1804 (avers).
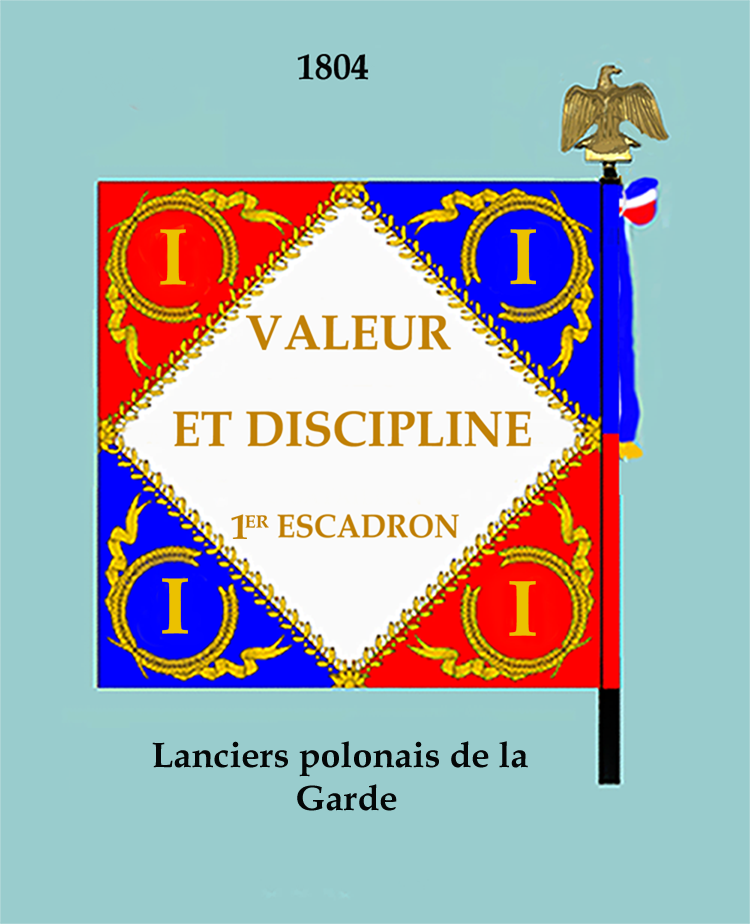
Étendard du modèle 1804 (revers).
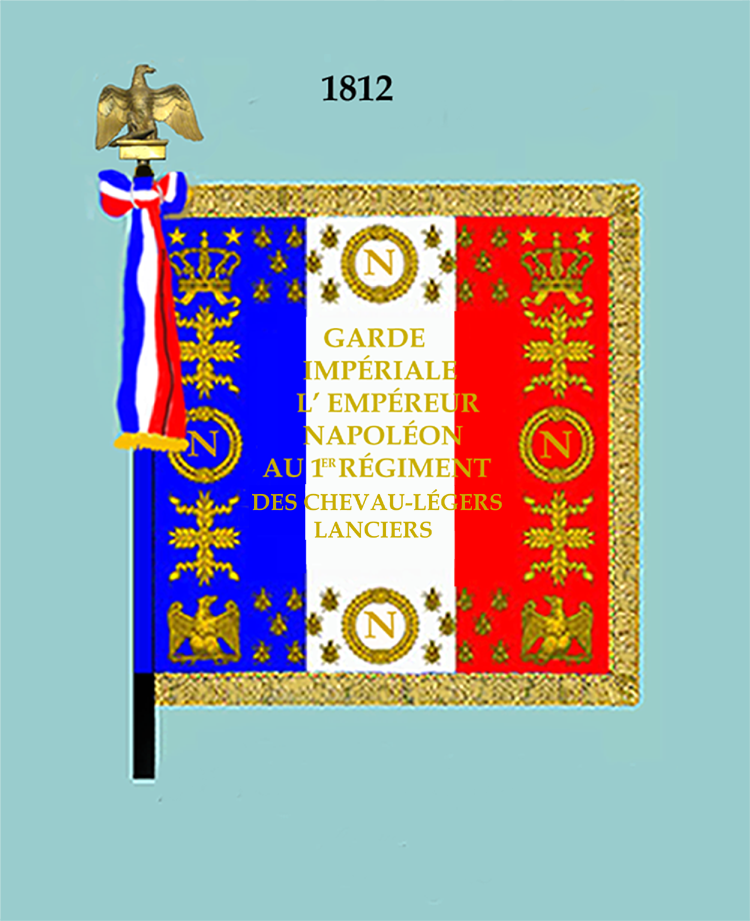
Étendard du modèle 1812 (avers).
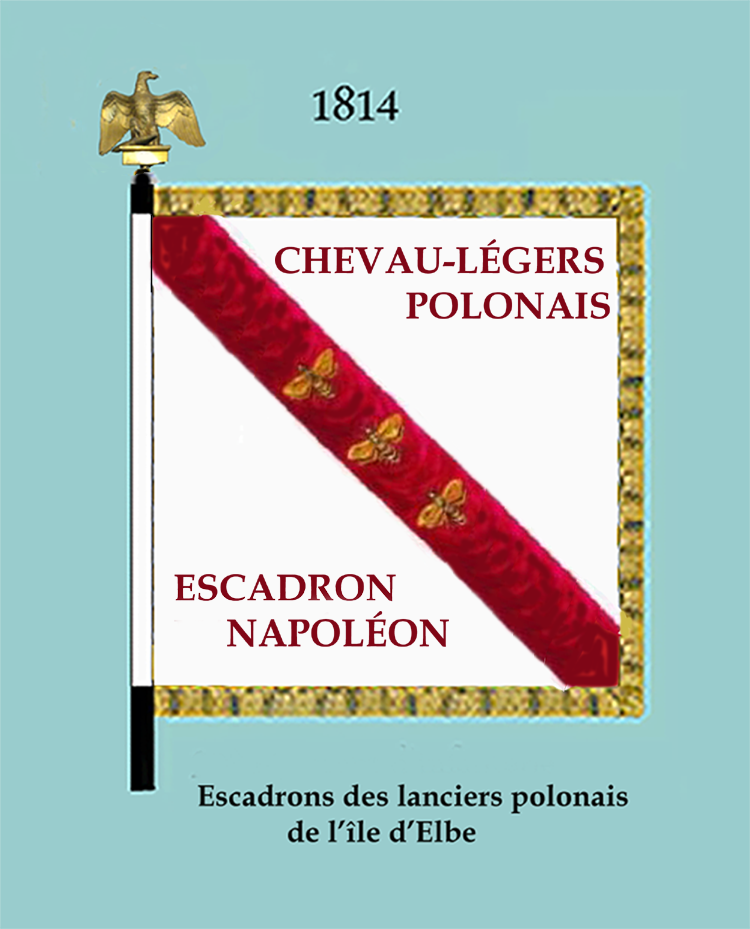
Modèle utilisé dans la principauté de l'île d'Elbe et durant les Cent-Jours de 1814 à 1815 (avers).
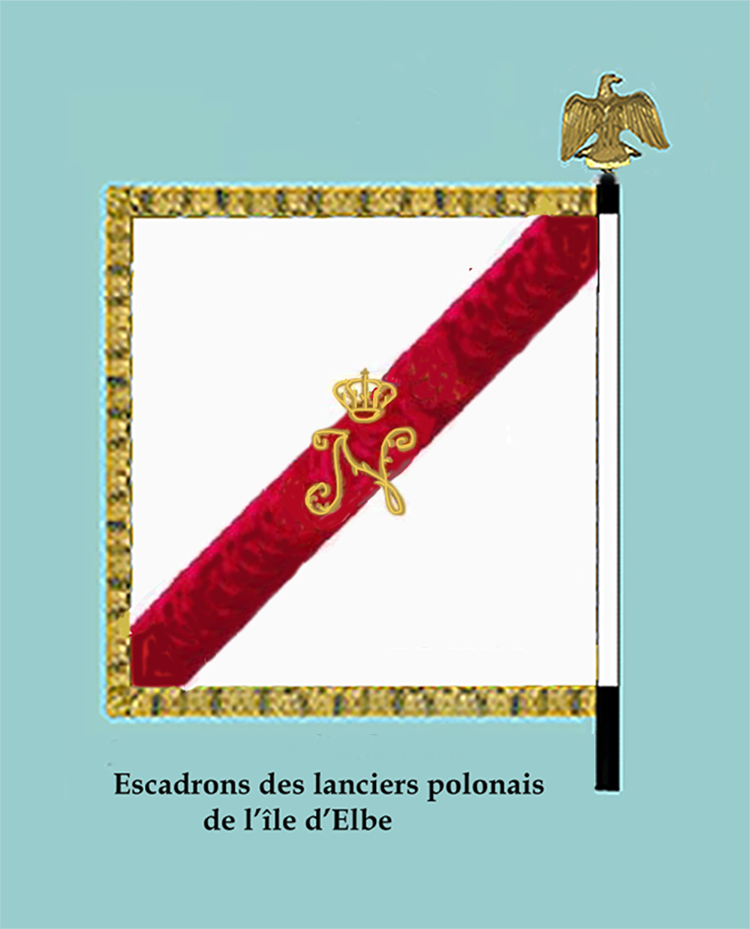
Modèle utilisé dans la principauté de l'île d'Elbe et durant les Cent-Jours de 1814 à 1815 (revers).

## Uniformes
« On peut dire tout haut que parmi tous les régiments de la garde c'est le nôtre que l'on trouve généralement le plus beau. On loue la beauté des gens, l'élégance de l'uniforme, et l'énergie des mouvements de telle façon qu'à chaque apparition on est assailli ; cela nous ennuie un peu et provoque la grande jalousie des autres. »

— Propos du chef d'escadron Kozietulski sur l'uniforme du 1er lanciers dans une lettre à sa sœur.
Les tenues du régiment polonais de la Garde reprennent les couleurs de l'ex-cavalerie noble polonaise. À la création du corps, l'équipement complet du chevau-léger coûte 835 francs car il est fabriqué à partir de matériaux de grande qualité mais en 1813, l'Empire est exsangue et le prix chute à 391 francs.

### Troupe

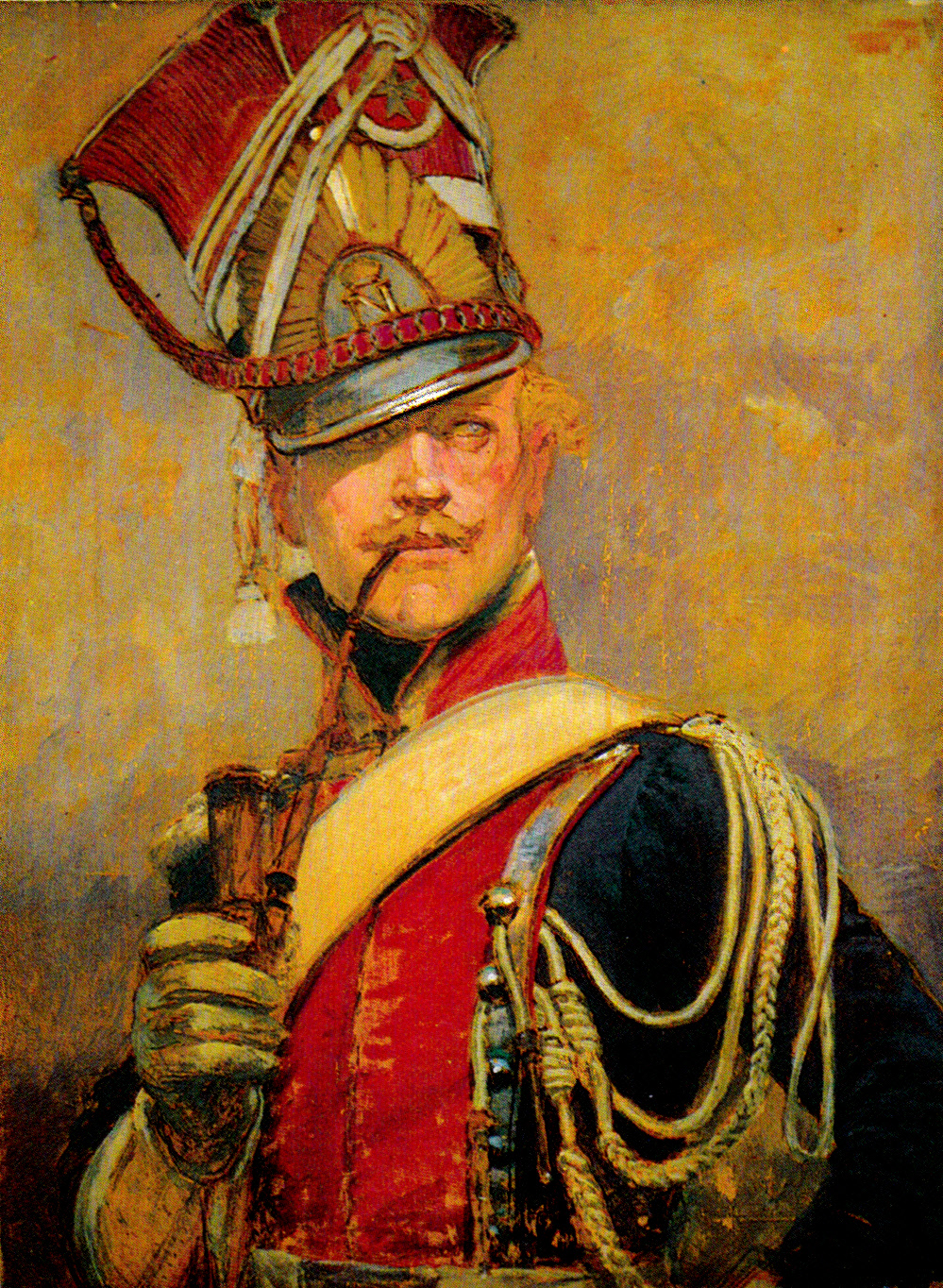
Un chevau-léger polonais de la Garde impériale fumant sa pipe, par Édouard Detaille.

Le régiment porte la coiffure nationale polonaise, le chapska à visière. Celui-ci se compose d'une base ornée d'une plaque de cuivre où figure un « N » couronné et d'un pavillon en drap cannelé cramoisi, surmonté d'un haut plumet blanc. Des cordons de même couleur sont rattachés au plumet, desquels pendent deux raquettes en fil blanc. Recouvrant la cocarde tricolore française, une croix de Malte argentée est fixée au chapska en souvenir de la confédération de Bar. La jugulaire est en tissu rouge doublée d'une chaîne de métal. À la création du corps, l'uniforme de parade se compose d'un kurtka (habit) blanc avec pantalon cramoisi, mais cette tenue est rapidement abandonnée en raison de son coût excessif et de son inutilité, les chevau-légers étant fréquemment en campagne. Un second kurtka en drap bleu turquin est donc introduit, à boutons blancs et revers cramoisis galonnés d'argent. Les parements en pointe sont cramoisis à galon d'argent, de même que le collet et les retroussis.
De 1807 à 1809, l'aiguillette de la Garde impériale est portée à droite et l'épaulette à franges en argent à gauche. Lorsque les Polonais adoptent la lance, tout est inversé afin de permettre le maniement de l'arme, excepté pour les officiers. Blanche pour la troupe, l'aiguillette est en fil rouge mêlé de cramoisi pour les sous-officiers, ainsi que l'épaulette. Le grade du cavalier est indiqué sur la manche par un ou plusieurs galons d'argent en pointe. Le manteau blanc de la troupe, surnommé « manteau-capote », est adapté spécialement pour ne pas gêner le maniement de la lance. Il remplace un précédent vêtement sans manches qui se révèle peu pratique après l'introduction de la nouvelle arme. En tenue de route, le chapska est recouvert d'une toile cirée noire et l'habit de grande tenue fait place à un kurtka bleu turquin à revers fermés et à un pantalon de voyage bleu ou gris à bande cramoisie. La tenue d'écurie comprend un bonnet de police cramoisi à flamme bleue, un frac bleu et un pantalon de toile blanche.

### Trompettes

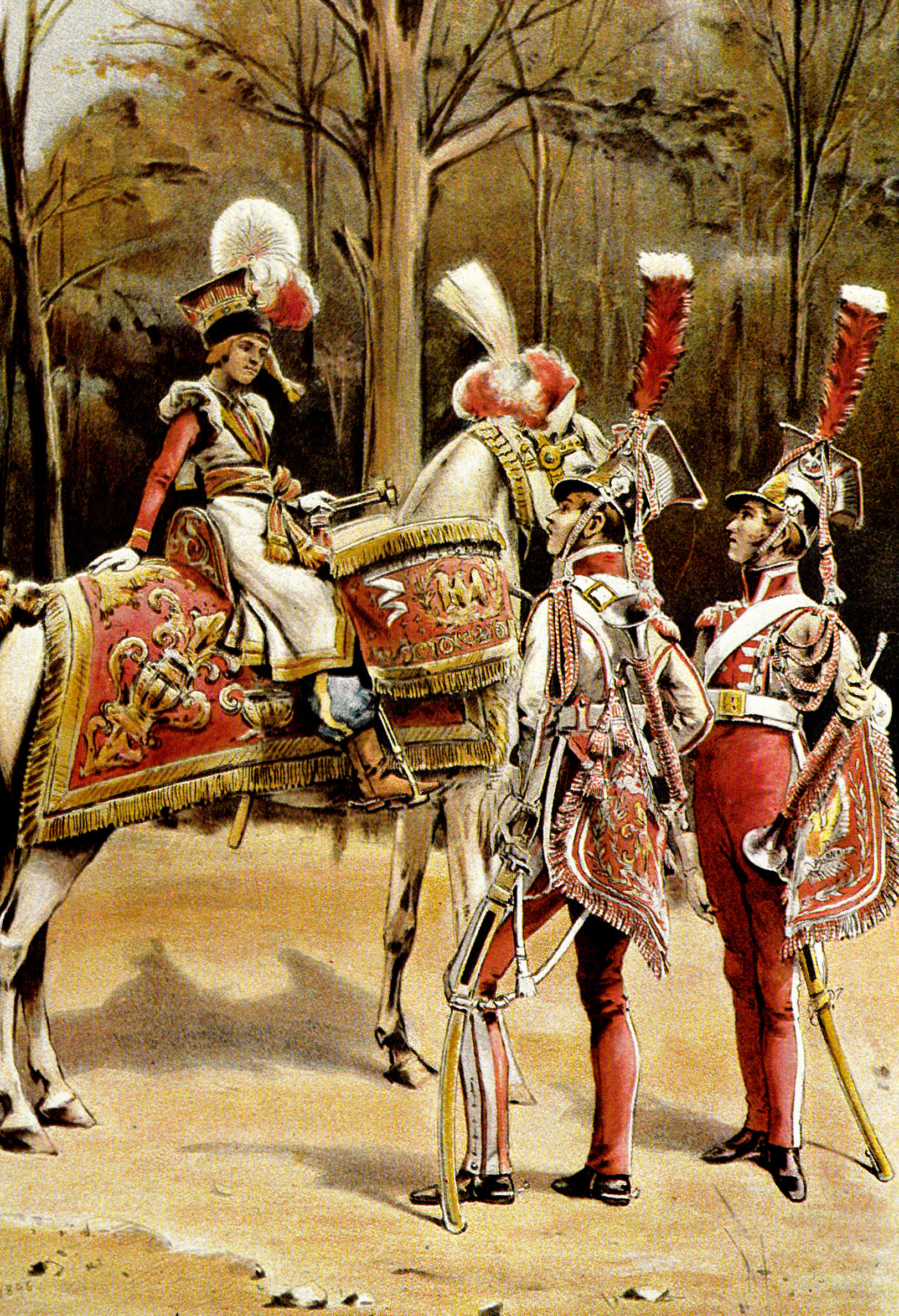
Timbalier et trompettes des lanciers polonais de la Garde en grande tenue, par Bronisław Gembarzewski.

Pour les trompettes, deux modèles de chapska se succèdent : le premier, porté de 1807 à 1810, est identique à celui de la troupe mais se distingue par l'absence de raquettes. Le second modèle fait son apparition en 1810 et apporte quelques changements notables. Le drap cannelé du chapska devient blanc, ainsi que le plumet et les cordons. Les raquettes sont introduites et sont en fil rouge et blanc. En campagne, une toile noire cirée protège la coiffure. La première tenue est en drap cramoisi avec revers blancs galonnés d'argent. L'aiguillette et l'épaulette sont blanches, de même que le collet, et le pantalon est cramoisi à bande argentée. Pour la tenue de route, les revers sont rouges à passepoil blanc et le pantalon est en toile noire, avec une rangée de boutons sur les côtés.
La deuxième version de la kurtka adopte le schéma inverse du premier modèle, soit blanc à revers cramoisis avec une bande couleur argent dans le prolongement de chaque bouton. L'épaulette à franges et l'aiguillette sont blanches mêlées de rouge. En revanche, le pantalon reste cramoisi à bandes argentées. La petite tenue de service est en drap bleu céleste avec revers et collet cramoisis à galon d'argent ; l'aiguillette est mêlée rouge et blanc. Le pantalon est bleu turquin à bandes cramoisies. Les trompettes montent tous des chevaux d'apparence blanche,. La flamme de la trompette est en soie cramoisie avec franges et glands tressés de fil rouge et blanc. Un « N » couronné en fil d'or est tressé au centre, entouré d'une couronne de lauriers d'argent, avec au-dessus une banderole comportant l'inscription « Garde impériale ». Des feuilles de laurier en fil blanc ornent le contour de la flamme. Ce motif se retrouve à l'avers, mais avec cette fois au centre un aigle doré ceint d'une couronne sur fond de soleil d'argent et tenant dans ses serres une banderole où sont écrits les mots « Chevau-légers polonais ».

### Timbalier

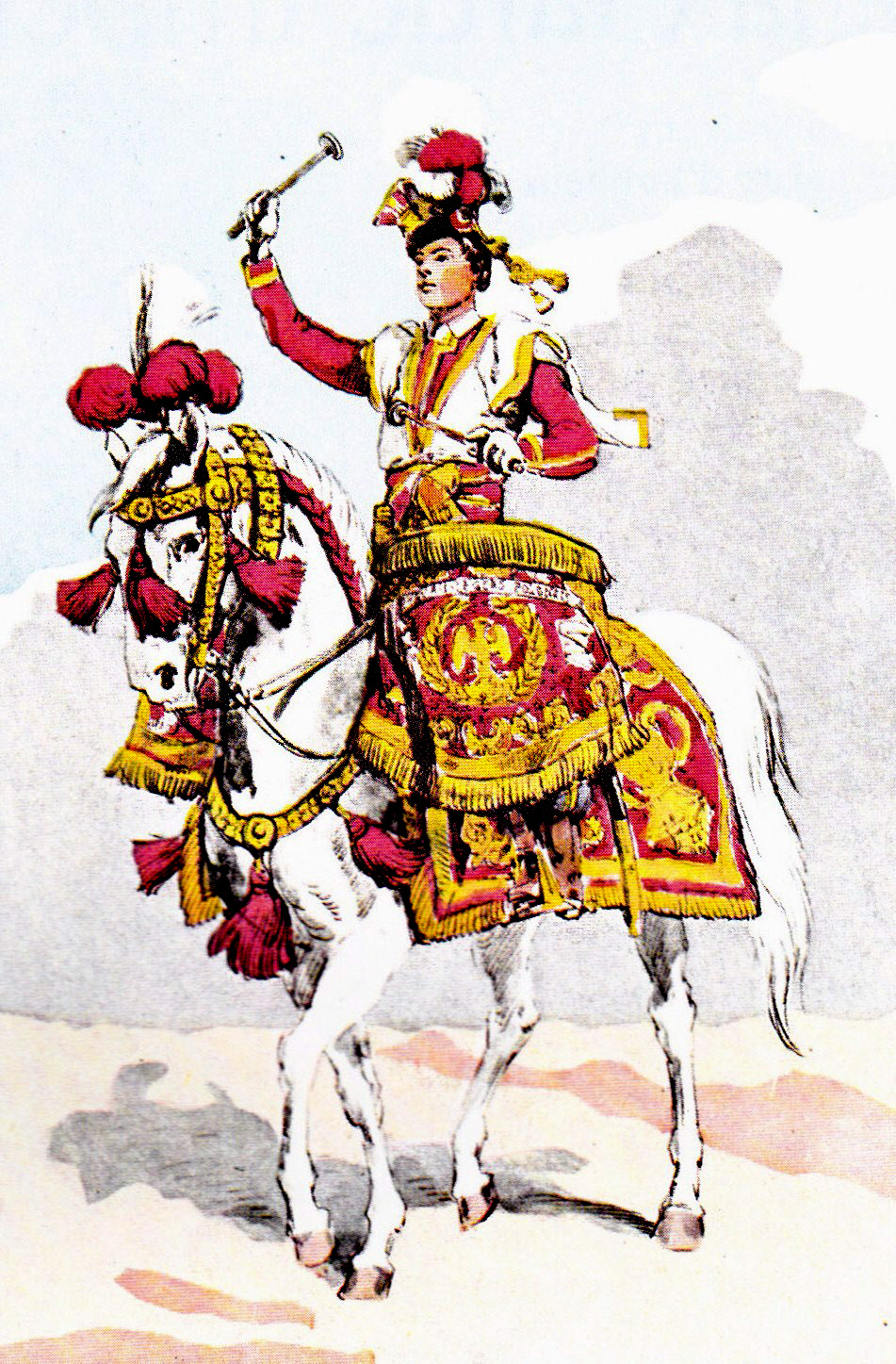
Timbalier du régiment.

Le timbalier du régiment, Louis Robiquet, est introduit en 1810 lors du mariage de Napoléon et Marie-Louise d'Autriche, et disparaît lors de la campagne de Russie sans être remplacé par la suite. Coiffé d'une « konfederatka », sorte de bonnet plat à fourrure décoré en la circonstance de plumes rouges et blanches, il porte une veste cramoisie avec boutons et passepoils en fil d'or, recouverte d'une tunique blanche sans manches à galon doré. Le pantalon est de couleur bleu céleste. Les deux grandes timbales disposées de part et d'autre du cheval sont recouvertes d'une étoffe rouge à franges d'or, ornée en son centre d'un aigle impérial et d'une couronne de lauriers. Sur une banderole d'argent figure l'inscription « Chevau-légers polonais ». La monture est elle-même équipée d'un tapis de selle richement décoré.

### Officiers

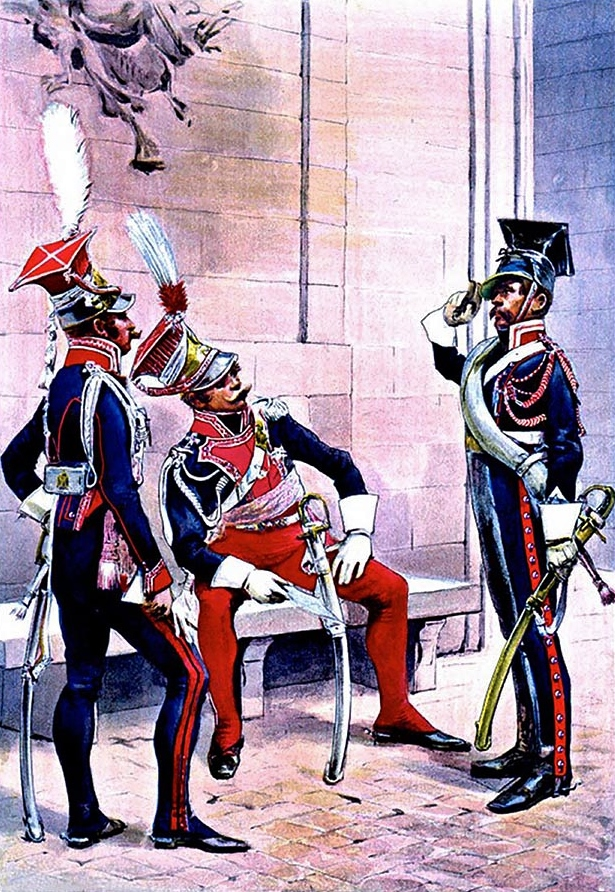
Officiers en grande tenue (à gauche et au centre) et sous-officier en tenue de route (à droite) par Bronisław Gembarzewski.

Les chapskas des officiers sont proches de ceux des soldats, à l'exception des broderies de feuilles en fil d'argent et de la croix de Malte, plus imposante que celle de la troupe et placée sur une cocarde tricolore. Le colonel Krasiński dispose pour les jours de parade d'une grande tenue dite « spéciale » en drap blanc, avec revers et collet cramoisis. Les galons sont brodés en fil d'argent de même que les ornementations des revers. Une des particularités de cet habit est de présenter une épaulette à franges d'argent sur chaque épaule, l'aiguillette blanche étant fixée à droite, contrairement à la troupe. Selon Bucquoy, il est néanmoins très possible que la tenue blanche ait été destinée non pas seulement au colonel mais à l'ensemble des officiers. D'après les dires de témoins anglais, il semble qu'à Waterloo des officiers de l'escadron chargent dans cet uniforme en lieu et place de la tenue de campagne. Ce fait est néanmoins mis en doute par Pierre Juhel qui observe que « de nombreux corps de la Garde impériale avaient reçu l'ordre formel de laisser leurs effets de grande tenue en magasin ».
La grande tenue des officiers supérieurs, drap bleu avec revers et collet cramoisis, se rapproche de celle des hommes du rang avec cependant quelques particularités, notamment les ornementations aux revers, collet et retroussis. L'aiguillette est, à la différence de l'uniforme du colonel, attachée à une patte sans épaulette. Les officiers portent le pantalon cramoisi à bandes argentées ainsi qu'une écharpe en soie grise et alternance de rouge autour de la taille. La tenue de campagne comprend une kurtka bleu turquin sans revers avec épaulette et aiguillette blanches. Le chapska est recouvert d'une toile cirée mais le pantalon ne subit en revanche aucune modification. Les officiers disposent par ailleurs d'une « tenue de bal » entièrement blanche avec revers, collet, parements et retroussis cramoisis. Cet uniforme s'accompagne d'un bicorne en feutre noir et d'une culotte avec des bas de soie blancs. Lorsqu'ils revêtent la tenue dite « de société », les officiers arborent en plus une veste en drap bleu et un bicorne à plumet blanc. La « tenue de quartier » est plus rustique et comprend une konfederatka, une veste bleu turquin sans revers avec épaulette et aiguillette et un pantalon à bandes cramoisies.

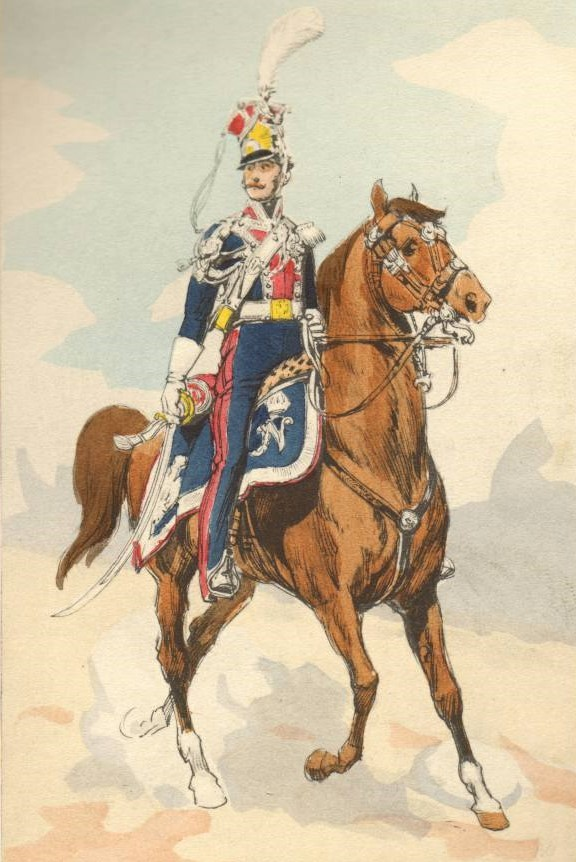
Officier subalterne en grande tenue.
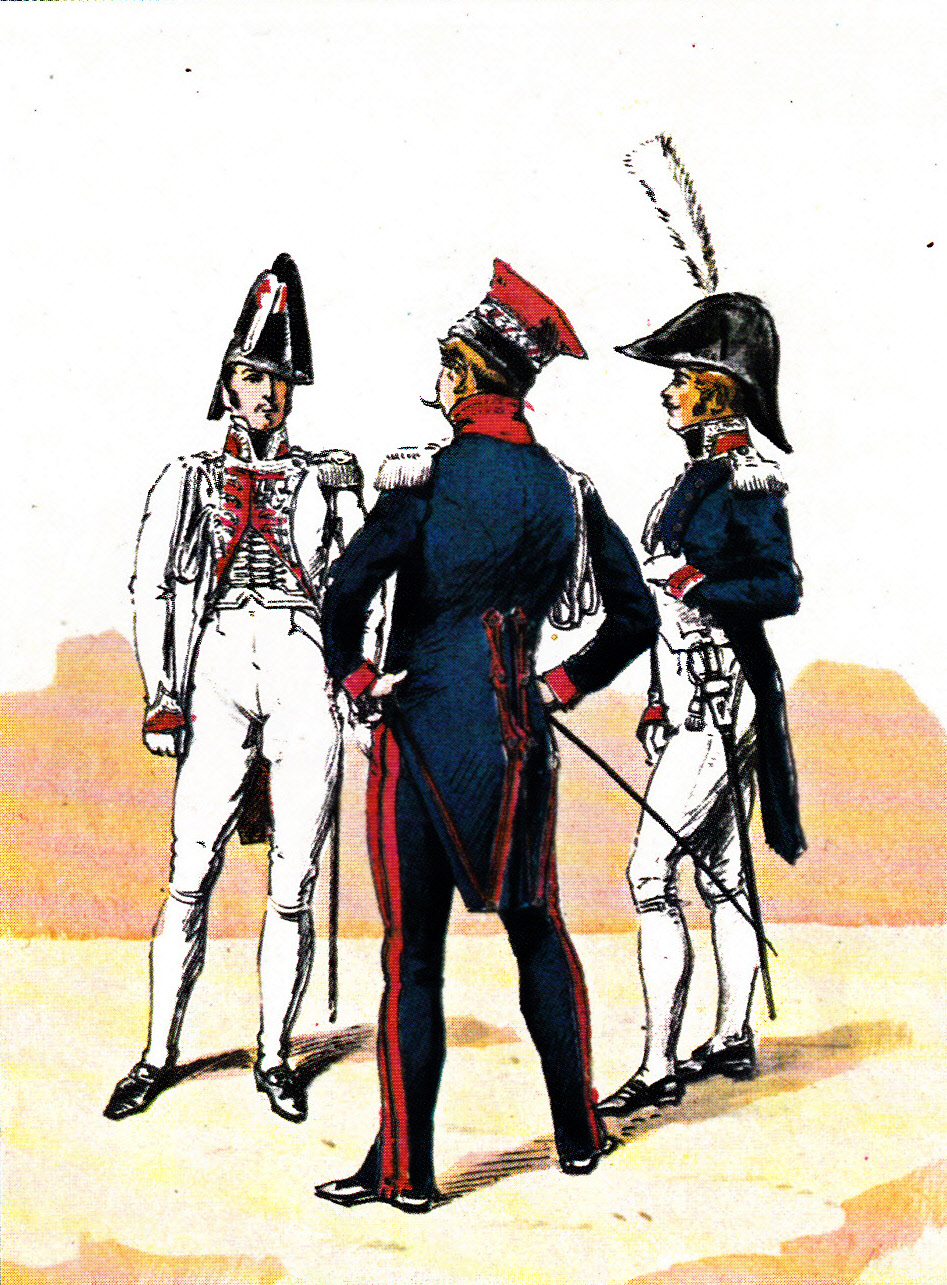
Officiers en tenue de bal (à gauche), de quartier (au centre) et de société (à droite).
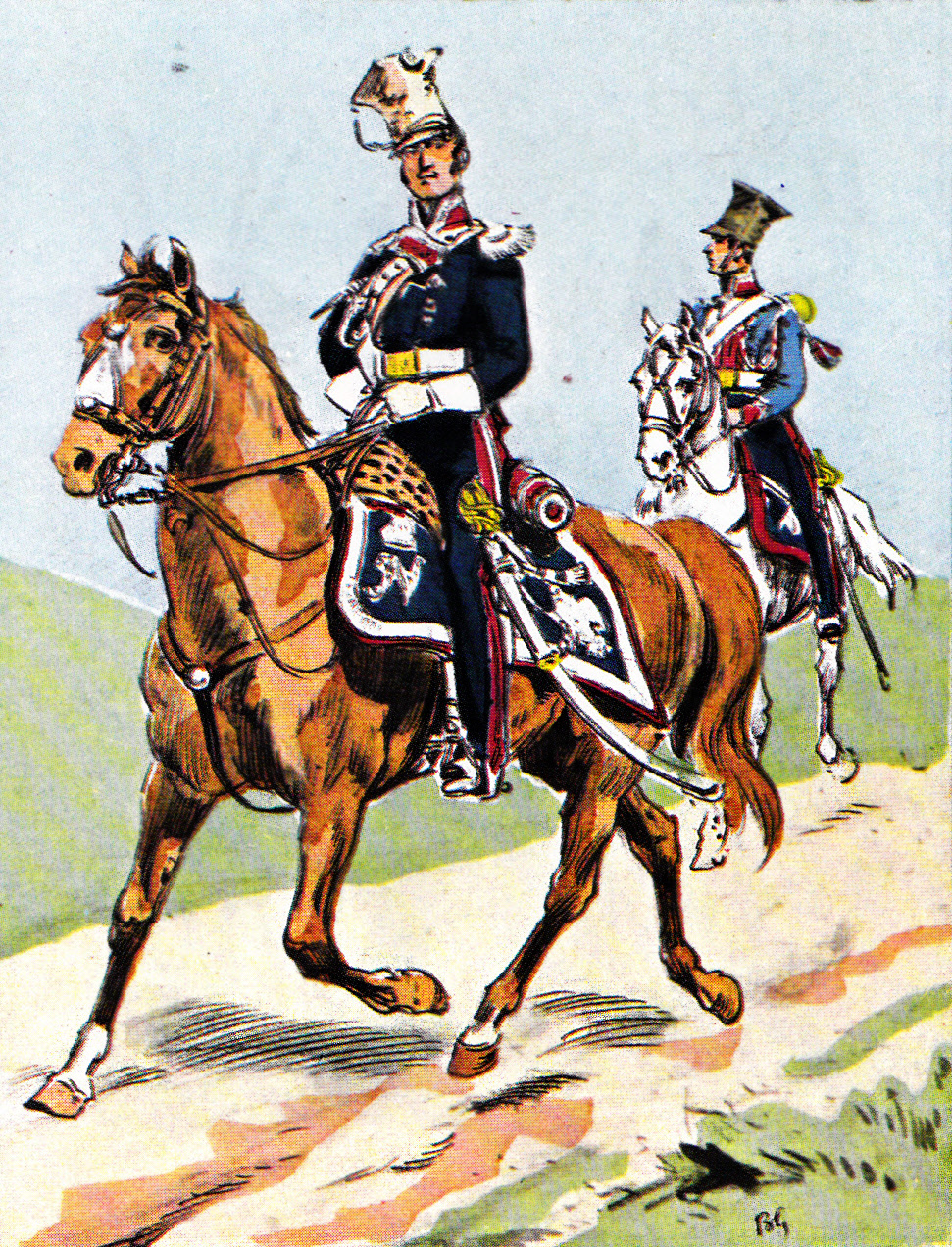
Officier en tenue de campagne et trompette en petite tenue.

## Armement, équipement et harnachement

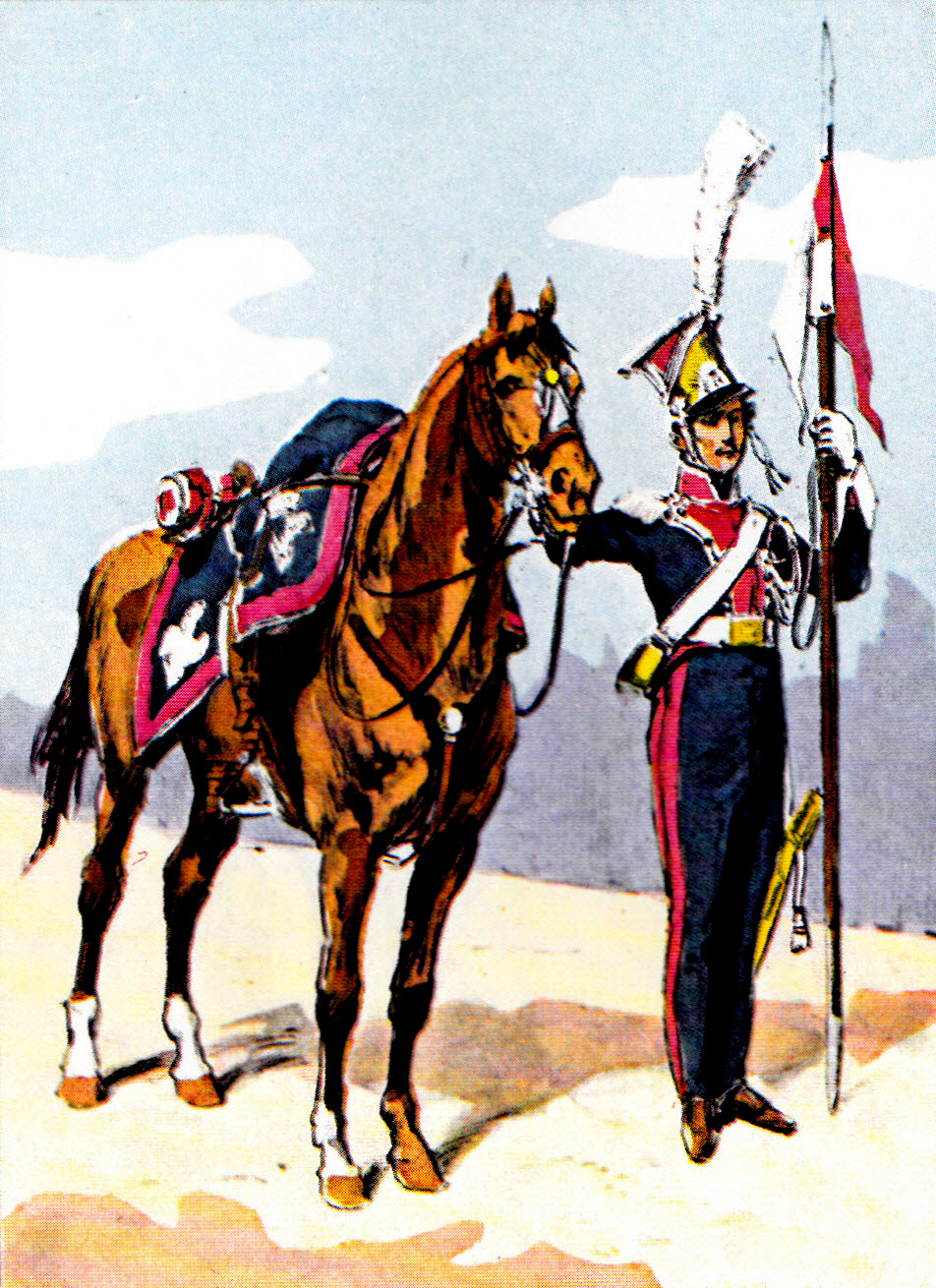
Lancier polonais de la Garde impériale en grande tenue, par Bronisław Gembarzewski.

À la création du régiment, en 1807, les cavaliers polonais reçoivent des sabres, des mousquetons et des pistolets tirés des arsenaux prussiens, mais ces armes se révèlent de piètre qualité. En 1809, les chevau-légers sont finalement équipés du sabre des chasseurs à cheval de la Garde. Les armes des officiers restent quant à elles plus légères. Les pistolets et les mousquetons sont réglementarisés avec des modèles français. La lance de 2,75 mètres, adoptée en 1809, est en bois noir surmontée d'une flamme rouge et blanche. Elle est portée dans une botte à gauche de la chabraque. La selle est posée sur la chabraque de drap bleu. Le mousqueton modèle an IX long de plus d'un mètre peut être porté des deux côtés de la selle.
La giberne des chevau-légers est en cuir noir frappé d'un aigle couronné en cuivre. Elle est rattachée par des buffleteries blanches, de même couleur que celles du sabre. Les gibernes des trompettes sont identiques à celles de la troupe. Le modèle des officiers possède un ornement plus élaboré : la buffleterie est en cuir blanc d'un côté et en tissu rouge de l'autre. Elle est par ailleurs marquée d'un aigle couronné auquel pend une chaînette rattachée à un écusson décoré d'un « N » doré. La giberne est en cuir blanc passepoilé d'or avec au centre un imposant soleil doré orné d'un aigle.
Concernant la chabraque de la troupe, elle est en drap identique à celui de la kurtka avec un galon cramoisi bordé de passepoil blanc. La broderie comprend un « N » couronné en fil blanc et un aigle également couronné de même couleur. Concernant les trompettes, la chabraque de la première grande tenue est identique à celle de la troupe. Elle perdure par la suite, mais uniquement pour la tenue de service. La seconde chabraque de parade est en drap cramoisi à galon blanc, avec des ornements similaires à ceux de la troupe. Le portemanteau cramoisi à passepoil blanc est le même pour les deux uniformes.
Les chabraques des officiers supérieurs sont en drap bleu turquin galonnée d'une rangée d'argent bordée de passepoil rouge. La broderie est identique à celle de la troupe. Les chabraques des officiers subalternes ont pour unique différence une seule bordure en argent. Les officiers pouvaient avoir en guise de selle une peau de panthère à la place du cuir.